# المسيحية في الجزائر
تٌشكل المسيحية في الجزائر ثالث أكثر الديانات إنتشاراً بين السكان بعد كل من الإسلام واللادينيَّة على التوالي، ويعود دخول المسيحية لشمال أفريقيا إلى العصر الروماني. ويرتبط التاريخ المبكر للمسيحية في شمال أفريقيا عموماً والجزائر ارتباطَا وثيقَا بشخص ترتليان. شهدت تراجع في الفترة الفوضوية بسبب الغزوات، لكنها عادت بقوة في العصر البيزنطي، وأنتجت المنطقة العديد من الشخصيات الذين كان لهم تأثير كبير في العالم المسيحي، بما في ذلك أوغسطينوس وهو أحد آباء الكنيسة البارزين وأمه مونيكا ودوناتوس وماريوس فيكتورينوس وماكسيميليان وأليبيوس الطاغاسطي وفيكتور موريس وزينو الفيروني؛ ثم بدأت تختفي بالتدريج بعد الفتح الإسلامي في القرن السابع الميلادي، على الرغم من أنه في العديد من المناطق لا سيّما منطقة الساحل والمناطق الجنوبيَّة ومنطقة مزاب، ظلّ المسيحيون الذين اصطبغوا بالصبغة الرومانية يشكلون غالبية السكان على مدى قرنين بعد الفتح الإسلامي، وظلّت بعض المناطق النائية تضم جيوباً من المسيحيين في منطقة مزاب في القرن الحادي عشر. وصمدت الجماعات المسيحيّة الأمازيغية في البلاد حتى القرن الخامس عشر.
أٌعيد إحياء المسيحية في الجزائر مرّة أخرى في القرن التاسع عشر مع قدوم عدد كبير من المستوطنين والمهاجرين الأوروبيين والذين أُطلق عليهم لقب الأقدام السوداء، وإنحدر أغلبيتهم من أصول فرنسية أو إيطالية أو إسبانية أو مالطية. وفي القرن التاسع عشر وأوائل القرن العشرين، انتعشت المسيحية في الجزائر فبُنيت الكنائس والمدارس والمؤسسات المسيحية، ودخل عدد من السكان المحليين المسلمين إلى المسيحية خصوصًا في منطقة القبائل. احتل الكاثوليك ذوي الأصول الأوروبيّة مناصب عليا في الجزائر الفرنسية واحرزوا نجاحات كبيرة على الصعيد الاقتصادي والثقافي والسياسي، وغداة استقلال الجزائر في 5 يوليو 1962 قُدّر عددهم بحوالي 1.4 مليون نسمة ومثلوا أكثر من 12% من سكان الجزائر آنذاك، وبدأوا بالمغادرة عند بداية الاستفتاء وقبل إعلان الاستقلال رسميًا، تلاه موجات أخرى مع تعرضهم موجات العنف بعد الاستقلال. بعد استقلال الجزائر في عام 1962، تم إجلاء حوالي 800,000 من الأقدام السوداء إلى فرنسا، وكان غالبية الذين تم إجلاؤهم من المسيحيين أو اليهود. واختار حوالي 200,000 من الأقدام السوداء البقاء في الجزائر، لكن منذ الاستقلال كان هناك صعود للأصولية الإسلامية. وأدّى مقتل بيار كلافيري أسقف وهران عام 1996، وهو أحد أبزر أعمال العنف التي ارتكبها إسلاميون ضد المجتمع المسيحي في الجزائر، إلى هجرة مسيحية واسعة النطاق من البلاد.
في عام 2009 أحصى مكتب الأمم المتحدة حوالي 45,000 من أتباع الكنيسة الرومانية الكاثوليكية القسم الأكبر منهم من ذوي الأصول الأوروبية ممن سكنوا البلاد إبّان الاستعمار ويتركزون في العاصمة والمدن الكبرى وعشرات الآف من البروتستانت من ذوي الأصول الأوروبية في الجزائر؛ في حين تقدر العديد من الإحصائيات المختلفة عدد البروتستانت في الجزائر بين 100,000 إلى 150,000؛ القسم الأكبر منهم من أصول جزائرية عربيّة أو أمازيغيّة مُسلمة. وقدّرت دراسة تعود لعام 2015 عدد المسلمين المتحولين للديانة المسيحية والمسيحيين من خلفية مسلمة في الجزائر بين السنوات 1960-2015 بحوالي 380,000 شخص. ويقيم المسيحيون في الغالب في مدن مثل الجزائر العاصمة وبجاية وتيزي وزو وعنابة ووهران ومنطقة القبائل شرق العاصمة. وتنتشر الكنائس المسيحيَّة جغرافيًا في جميع ربوع الجزائر، ويعود بناء معظمها إلى حقبة الإستعمار الفرنسي.
وفقاً لدراسة نُشرت من قِبل معهد جامعة بايلور لدراسات الدين تضم الجزائر على واحدة من أكبر المجتمعات المسيحية من أصول أو خلفية مسلمة في العالم، بعد كل من إندونيسيا ونيجيريا وإيران والولايات المتحدة وإثيوبيا على التوالي. تُشير بعض التقارير والدراسات في الآونة الأخيرة إلى تزايد ونمو في أعداد معتنقي الديانة المسيحية في الجزائر خصوصاً إلى المذهب البروتستانتي، وقدّرت دراسة قامت بها جامعة سانت ماري تعود لعام 2015 عدد المسلمين المتحولين للديانة المسيحية في الجزائر والمسيحيين من خلفية مسلمة بين عام 1960 إلى 2015 بحوالي 380,000 شخص. ويتواجد العديد من المتحولين من الإسلام للمسيحية في منطقة القبائل خصوصًا في ولاية تيزي وزو، حيث تتراوح نسبة المسيحيين في ولايات منطقة القبائل بين 1% إلى 5%.

## تاريخ

### انتشار المسيحية المبكر

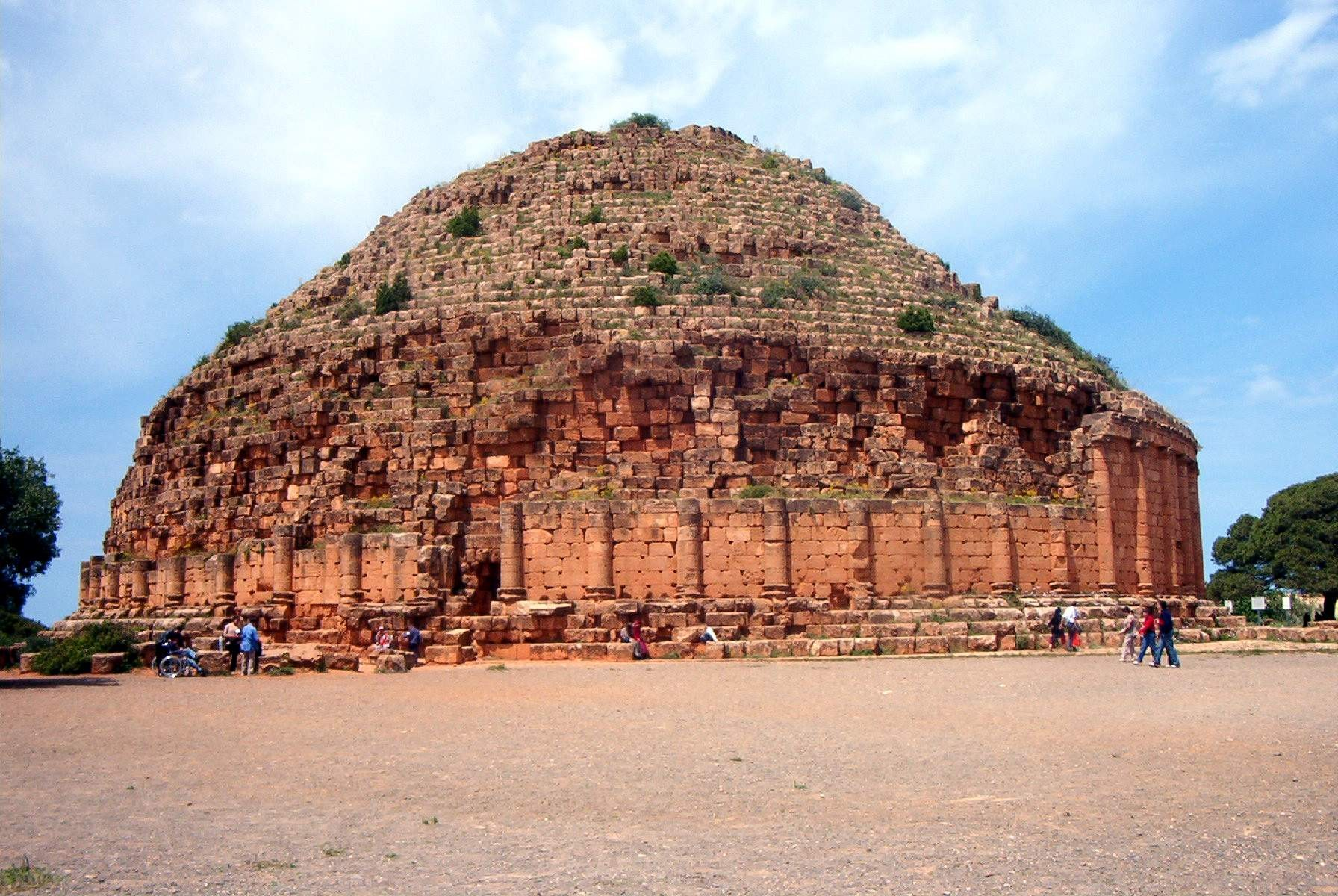
الضريح الملكي الموريتاني أو مقبرة المرأة المسيحية وهو من أبرز الآثار البَاقِية التي تعود لعُصور الحاكم ماسونا؛ وهو حاكم لمملكة مسيحيَّة بربريَّة ظهرت في القرن الرابع.

يرتبط التاريخ المبكر للمسيحية في شمال أفريقيا ارتباطَا وثيقَا بشخص ترتليان. الذي ولد من أبوين وثنيين تحول للمسيحية في قرطاج في سنة 195 ميلادي وأصبح قريبَا من النخبة المحليّة، والتي حمته من القمع من قبل السلطات المحليّة. وهة أول من كتب كتابات مسيحية باللغة اللاتينية. كان مهمًا في الدفاع عن المسيحية ومعاداة الهرطقات بحسب العقيدة المسيحيّة. ربما أكبر سبب لشهرته صياغته كلمة الثالوث وإعطاء أول شرح للعقيدة.
بعد فترة ترتليان، إتخذت المسيحيّة طابعًا أفريقيّ أمازيغيّ في المنطقة. حاول عدد من المفكرين المسيحيين من الأمازيغ مثل تقديم إيمانهم بشكل له المزيد من النظام والعقلانية مستخدمين صفات ثقافة عصرهم؛ نبع ذلك من إدراك أنه إن لم ترد الكنيسة البقاء كشيعة على هامش المجتمع يترتب عليها التكلم بلغة معاصريها المثقفين؛ وتكاثر مؤلفات الدفاع: هبرابوليس، أبوليناروس وميلتون وجهوا مؤلفاتهم للإمبراطور ماركوس أوريليوس، وأثيناغوراس ومليتاديس نشروا مؤلفات مشابهة حوالي العام 180؛ لقد ساهمت الشخصيات المثقفة مثل أوريجانوس، ترتليان، وقبريانوس القرطاجي في تسهيل دخول المسيحية ضمن المجتمع السائد.
عندما أصبحت المسيحيَّة الديانة الرسميَّة للإمبراطوريَّة أيَّام قُسطنطين الأوَّل، وقف هذا الأخير ضدَّ الدوناتيَّة واعتبرهم خارجين عن القانون. وترتَّب على تحالف الإدارة والكنيسة ضدَّ المذهب الدوناتي أن أصبح المذهب رمز المُقاومة الشعبيَّة، وازداد انتشاره بِزيادة انتشار الفقر والبُؤس بين الأهالي الذين ثاروا ضدَّ الحُكومة والطبقة الغنيَّة، ودعوا إلى المُساواة. وحاولت الحُكومة مُجادلة أصحاب هذا المذهب، فكان القدِّيس أوغسطين ألد أعدائه، حيثُ شهَّر به وهاجم أساليبه العنيفة، وأباح للدولة استعمال العنف ضدَّ أصحاب هذا المذهب لِكسر شوكتهم وإعادتهم إلى حظيرة الكنيسة النيقيَّة. لكنَّ النتيجة جاءت عكسيَّة، إذ تحالف الكادحون والفُقراء مع الدوناتيَّة، واستمرَّ الصراع إلى وفاة دونات سنة 355م، واتخذ شكل الثورة الوطنيَّة في طرابُلس ونوميديا إلى سنة 375.

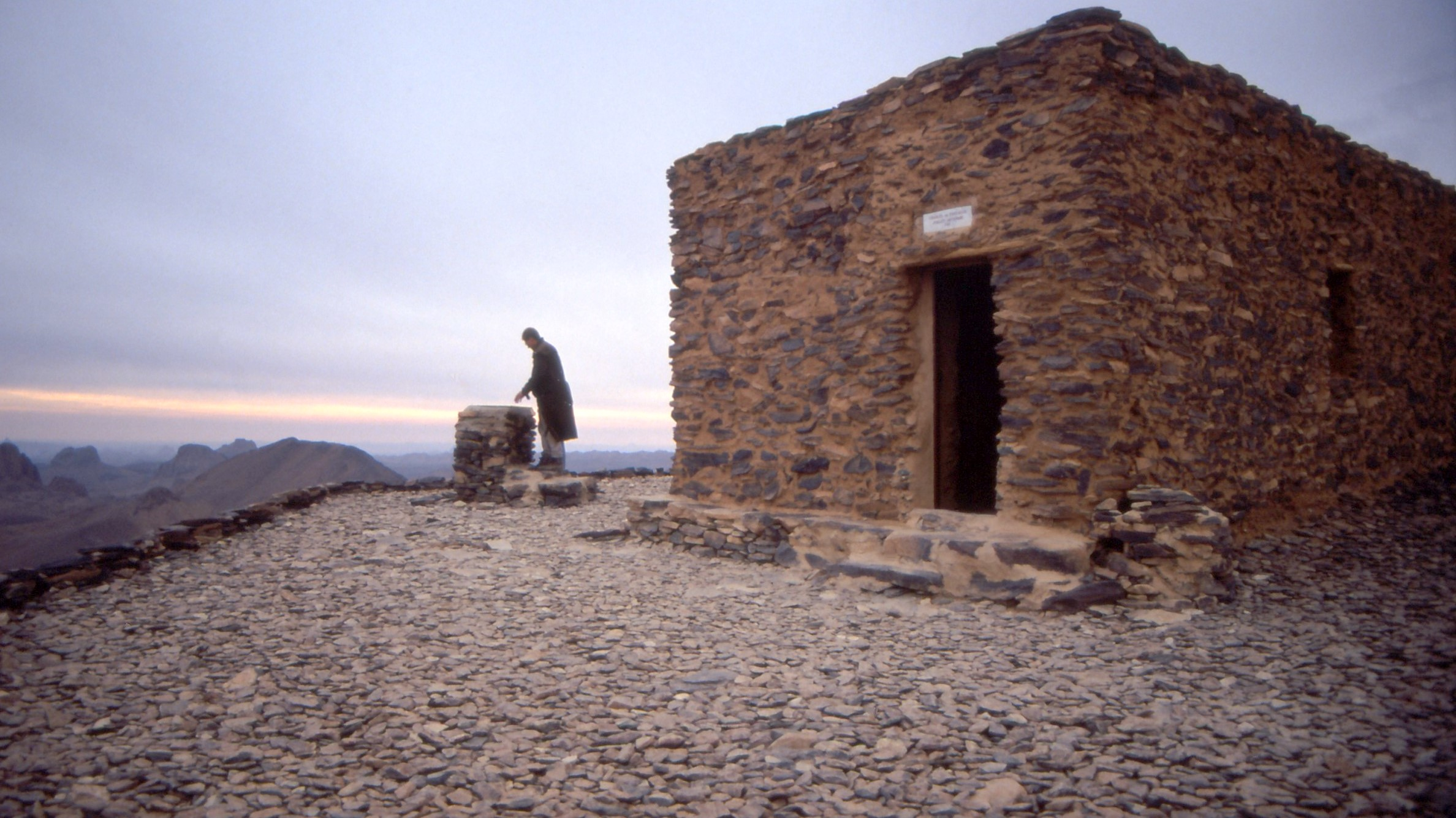
منسكة شارل دو فوكو في أسكرام.

وبعد وفاة دوناتوس استمرَّ أوغسطين ابن طاغاست في مُحاربة المُنشقين عن الكنيسة الوطنيَّة والهراطقة حتَّى انتصرت الكنيسة الأفريقيَّة على أعدائها، على أنَّ الدوناتيَّة استمرَّت بعض جماعاتها إلى القرن السَّادس الميلاديّ. إن أوغسطين شخصية مركزية في الفلسفة المسيحية وتاريخ الفكر الغربي على حد السواء، يعدّه المؤرخ توماس كاهيل أول شخص من العصور الوسطى وآخر شخص من العصر الكلاسيكي. تأثر فكره اللاهوتي والفلسفي بالرواقية والأفلاطونية والأفلاطونية المحدثة وخصوصاً فكر أفلوطينوس مؤلف التاسوعات. يتحدّر أوغسطينوس من أصول أمازيغية ولد في طاغاست (حالياً سوق أهراس في الجزائر) عام 354. التي كانت مدينة تقع في إحدى مقاطعات مملكة روما في شمال أفريقيا. عندما بلغ الحادية عشرة من عمره أرسلته أسرته إلى مداوروش، مدينة نوميدية تقع 30 كلم جنوبي تاغست. في عمر السابعة عشرة ذهب إلى قرطاج لإتمام دراسة علم البيان. وكانت أمه مونيكا أمازيغية ومسيحية مؤمنة. أما والده، فكان وثنياً اعتنق المسيحية على فراش الموت.
وعندما وقعت بلادُ المغرب تحت حُكم قبائل الوندال الجرمانيَّة، ابتدأ فصلٌ جديد من فُصول الصراع الدينيّ، فقد فرض الوندال على الناس مذهبهم الآريوسي الذي يقول بطبيعة المسيح البشريَّة، واضطهدوا النصارى النيقيين وصادروا أملاك الكنيسة وأموالها وحوَّلوها إلى الآريوسيين. ولمَّا استعاد الروم البلاد المغربيَّة من الوندال، أخذت الدولة تعمل على حسم الخلافات الدينيَّة، فاستعاد البيزنطيّون الكنائس المُغتصبة، وثأروا من الآريوسيين أشد الثأر، واضطهدوا الدوناتيَّة وكذلك اليهود، ولكنَّ ذلك لم يمنع انتشار مذاهب جديدة مثل النسطوريَّة القائلة بِثُنائيَّة طبيعة المسيح: الإلهيَّة والإنسانيَّة.

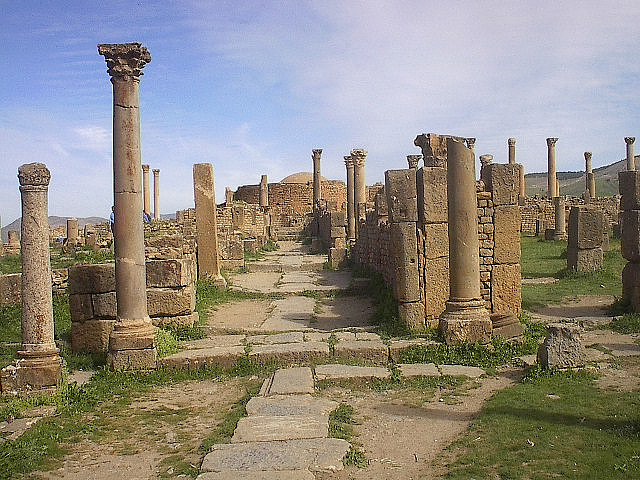
الحي المسيحي في جميلة.

شاعت المسيحية في مدينة جميلة منذ القرن الرابع للميلاد، وكان للمسيحيين أحياء مزدهرة فيها. ومن شارك عدد من أساقفة المدينة في مجمع قرطاج (255) فيما يتعلق بصلاحية المعمودية الهرطقية، وفي مجمع قرطاج (348). كان كريسكونيوس هو الأسقف الكاثوليكي الذي مثل المدينة في مجمع قرطاج (411) بين الأساقفة الكاثوليك والدوناتيين. توفي أسقف المدينة دوناتي قبل بدء عقد المجمع. كان كريسينس أحد الأساقفة الكاثوليك الذين استدعاه الملك الآريوسي الفاندالي هنريق إلى قرطاج عام 484. وظلت المدينة حتى الفتح الإسلامي مقراً مزدهراً للكنيسة الكاثوليكية وكانت مقراً لكرسي أسقفي كاثوليكي.
كانت المملكة المورية الرومانية (429–578) مملكة بربرية مسيحية مستقلة تتمحور حول مدينة ألطافا وتسيطر على جزء كبير من إقليم موريطانيا القيصرية الروماني القديم الواقع في شمال الجزائر حاليًا. ظلت الطافا عاصمة مملكة بربرية مرومنة تحمل إسمها رغم كون هذه المملكة أصبحت أصغر حجماً بكثير من مملكة ماسونا وغارمول. في أواخر القرن الخامس وأوائل السادس نمت المسيحية لتكون الديانة المهيمنة بالكامل في مملكة الطافا البربرية مع تأثيرات توفيقية للمعتقد البربري التقليدي حيث بنيت كنيسة جديدة في العاصمة الطافا في هذه الفترة. الطافا والممالك اللاحقة الأخرى للمملكة المورية الرومانية كمملكة الورسنيس ومملكة الحضنة شهدت صعوداً اقتصادياً وبناء العديد من الكنائس والتحصينات الجديدة. شهدت ولاية أفريقيا الإمبراطورية الرومانية الشرقية وفي وقت لاحق إكسرخسية قرطاج المزيد من ثورات البربر التي تم إخمادها وقبول العديد من القبائل البربرية باعتبارها فيوديراتي لأنها كانت كذلك مرات عديدة في الماضي.
كان آخر ملك بربري مرومن معروف بالحكم من الطافا هو كسيلة والمتوفى عام 690 م في قتاله ضد الفتح الإسلامي للمغرب العربي. كما كان قائدًا لقبيلة أوَّرابا البربرية وربما رئيسًا مسيحياً لاتحاد صنهاجة، وهو معروف بأنه قاد مقاومة بربرية عسكرية ضد غزو الأمويين للمغرب الكبير في ثمانينيات القرن السادس، في عام 683 م تعرض عقبة بن نافع لنصب كمين وقتل في معركة بسكرة من قبل كسيلة والذي أجبر جميع العرب على إخلاء القيروان التي تأسست لتوها والانسحاب إلى برقة. لكن في عام 688 م وصلت التعزيزات العربية من عبد الملك بن مروان تحت قيادة زهير بن قيس فقابله كسيلة سنة 690 م بدعم من القوات الرومانية الشرقية في معركة ممس حيث هزم العدد الهائل من أوَّرابا والرومان وقتل كسيلة.
مع وفاة كسيلة انتقلت شعلة المقاومة إلى قبيلة تعرف باسم قبيلة جِراوة الزناتيَّة البتريَّة، التي كانت تسكن جبال الأوراس: خاضت قواته في وقت لاحق بعد موته تحت قيادة الكاهينا ملكة مملكة الأوراس والحاكمة الأخيرة للبربر المرومنين معارك ضد الأمويين إنتهت بمقتل الكاهينا في معركةٌ ضارية في منطقة طبرقة.

### بعد الفتح الإسلامي للمغرب الكبير

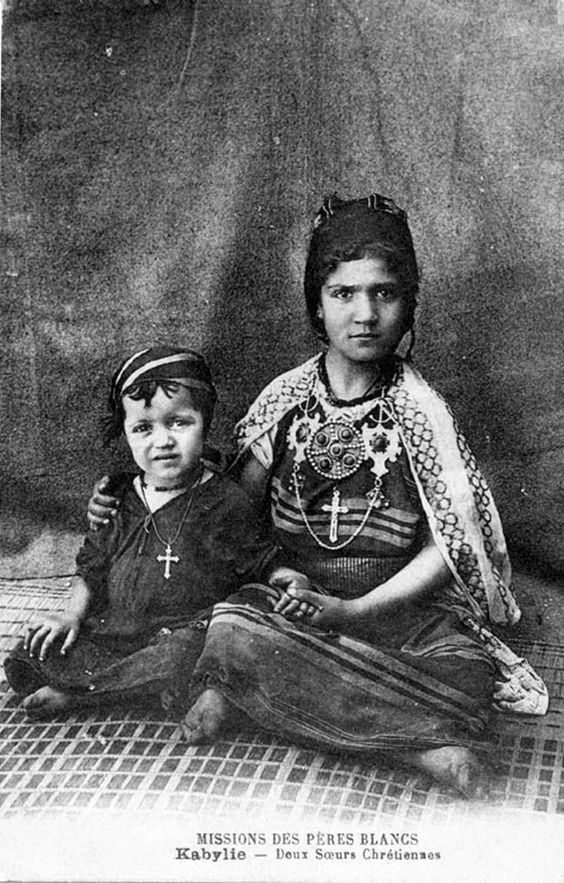
شقيقتين مسيحيتين من منطقة القبائل؛ تعود الصورة إلى الأعوام 1905-1920.

بظهور الإسلام في منطقة المغرب بعد سِلسلةٌ من الحملات والمعارك العسكريَّة التي خاضها المُسلمون تتوجت أثناء وصول عقبة بن نافع إلى الشمال الإفريقي (بين 681 م و683 م) بدأ تقلص الكنيسة القديمة في الشمال الإفريقي والمغرب بينما كان في الشمال الإفريقي في القرن الثالث الميلادي نحو ثلاثين مجمع كنسي إفريقي وما يقارب ستمائة أسقف في عهد القديس أوغسطينوس.
وقد تراجعت المسيحيَّة بشكلٍ كبيرٍ حتَّى اختفت كُليًّا من كافَّة أنحاء الجزائر وفق الرأي التقليدي، ويُعتقد أنَّ سبب تراجع واختفاء المسيحيَّة في إفريقية كان بِسبب عدم وُجود رهبنةٍ قويَّةٍ مُتماسكةٍ تضُمُّ حولها شتات النصارى الأفارقة، كما أنَّ الكنيسة الإفريقيَّة كانت حتَّى زمن الفُتوح الإسلاميَّة ما تزال تُعاني من آثار الاضطرابات بينها وبين كنيسة القُسطنطينيَّة ومن الحركات والثورات التي قام بها الهراطقة. لِهذا، يبدو أنَّ بعض الأفارقة والبربر المسيحيين وجدوا في الإسلام مُنقذًا لهم من تلك التخبُطات التي عانوا منها، ويبدو أنَّ بعضهم الآخر كان يعتنق المسيحيَّة ظاهريًّا فقط، وما أن سنحت لهُ الفُرصة حتَّى ارتدَّ عنها. إضطهدت الخلافة الأموية العديد من المسيحيين الأمازيغ في القرنين السابع والثامن، والذين أجبروا على التحول ببطء إلى الإسلام. في العديد من المناطق لا سيّما منطقة الساحل والمناطق الجنوبيَّة ومنطقة مزاب، ظلّ المسيحيون الذين اصطبغوا بالصبغة الرومانية يشكلون غالبية السكان على مدى قرنين بعد الفتح الإسلامي، وظلّت بعض المناطق النائية تضم جيوباً من المسيحيين في منطقة مزاب في القرن الحادي عشر.
ويتجه الرأي المُعاصر، بالاستناد إلى بعض الأدلَّة، إلى القول بأنَّ المسيحيَّة الإفريقيَّة صمدت في المنطقة المُمتدَّة من طرابُلس إلى المغرب الأقصى طيلة قُرونٍ بعد الفتح الإسلاميّ، وأنَّ المُسلمون والمسيحيّون عاشوا جنبًا إلى جنب في المغرب طيلة تلك الفترة، إذ اكُتشفت بعض الآثار المسيحيَّة التي تعود إلى سنة 1114م بِوسط الجزائر، وتبيَّن أنَّ قُبور بعض القديسين الكائنة على أطراف قرطاج كان الناس يحجُّون إليها ويزورونها طيلة السنوات اللاحقة على سنة 850م، ويبدو أنَّ المسيحيَّة استمرَّت في إفريقية على الأقل حتَّى العصرين المُرابطي والمُوحدي. وكانت تلمسان مركزًا لعدد كبير من المسيحيين لقرون عديدة بعد الفتح الإسلامي للمدينة عام 708، وكانت لهم بها كنيسة معمورة، ظلَّت قائمة يؤمها: نصارى المدينة، حتى النصف الثاني من القرن الحادي عشر. واختفت الجماعات المسيحيّة الأمازيغية في تونس والمغرب والجزائر في القرن الخامس عشر، واختفى ما تبقى من العناصر المسيحية في مدينة تلمسان خلال القرن الثاني عشر، لأن الموحدين أزالوا ما بقي من مظاهرها. حيث فرَّ أغلب النصارى من بلاد المغرب، إلى بعض الأقطار الأوروبية كجزيرة صقلية واليونان، وإيطاليا وإسبانيا.
خلال عصر الدولة الزيانية ضمت مدينة تلمسان على جاليات مسيحية أجنبية تشكلت من الجند والتجار والأسرى ورجال الدين، حيث سُمح لها بإقامة الشعائر الدينية المسيحية، ولأن التجار المسيحيين كانوا يتمتعون بمعاهدة، تضمن لهم حرية بناء الكنائس الصغيرة في الفنادق التي يقيمون فيها. كما كان مسموحاً لهم بإنشاء مقبرة لدفن موتاهم حسب طقوسهم الدينية، وكانت لرجال الدين مهمة إنسانية أخرى، إلى جانب المهمة الدينية وهي افتداء الأسرى، ويتم الإفتداء بمقتضى رخصة صريحة من طرف الوالي أو السلطان، وكانت مهمة هؤلاء القساوسة، تتم تحت رعاية السلطة المحلية الرسمية، حتى لا يتجاوزوا حدود صلاحياتهم ويتحولوا بذلك، إلى مبشرين بالدين المسيحي في الأوساط الإسلامية، ولأن البابوية الكاثوليكية حملتهم مشروعاً لإعادة المسيحية إلى ربوع المغرب، وأن دراستهم للغة العربية وتعليمها في المدارس المسيحية، تعد وسيلة من وسائل التبشير في أوساط سكان بلاد المغرب خلال الثالث عشر ميلادي. وكانت بعض الكنائس المتواجدة بفنادق مدينة تلمسان، يؤمها التجار المسيحيون وبها بعض رجال الدين، كما كانت لهم مقبرة مسيحية خارج أسوار المدينة، بينما أوضحت المعاهد الارغونية التلمسانية المبرمة عام 1286، وظيفة الكاهن أو القسيس، في هذه الكنائس.
في القرن الخامس عشر عرفت المنطقة جهاد بحري وهي عمليات التي قام بها المسلمون ضد سواحل أو سفن الدول الأوروبية المعادية لها من القرن السادس عشر إلى أوائل القرن التاسع عشر في منطقة الغربية للبحر الأبيض المتوسط وعلى طول سواحل المحيط الأطلسي الأوروبية والأفريقية. كانت قواعد انطلاقهم كانت معاقل منتشرة على طول سواحل شمال أفريقيا، خصوصًا مدن تونس وطرابلس وال‍مغ‍رب وسلا وموائي أخرى بالمغرب كما كانت الجزائر القاعدة الرئيسية للجهاد البحري.
بالنظر لما تعرض له المسلمون في الأندلس، والهجمات الأوروبية على الشمال الأفريقي باحتلال البرتغال لمدينة سبتة عام 1415، واستيلاء الإسبان على المرسى الكبير عام 1505 ومدن حجر باديس ووهران وبجاية سنة 1508 وطرابلس الغرب في عام 1535 قبل أن يتنازلوا عنها لفرسان القديس يوحنا. وبالتالي تواجدت جالية مسيحية أوروبية تتكون من الأسرى بشكل خاص؛ وقد تأسست في أوروبا المسيحية عدد من الرهبانيات المسيحية والتي عملت على تحرير الأسرى المسيحيين من بين هذه الرهبانيات كان الآباء الثالوثيين والتي كان هدفها فدية السجناء المسيحيين وإطلاق سراحهم. وحقق الآباء الثالوثيين الحوار بين الحضارات في بلدان البحر المتوسط والتبادل الثقافي بقبول سلمي وروحي.

### العصور الحديثة

#### إحياء المسيحية في القرن التاسع عشر

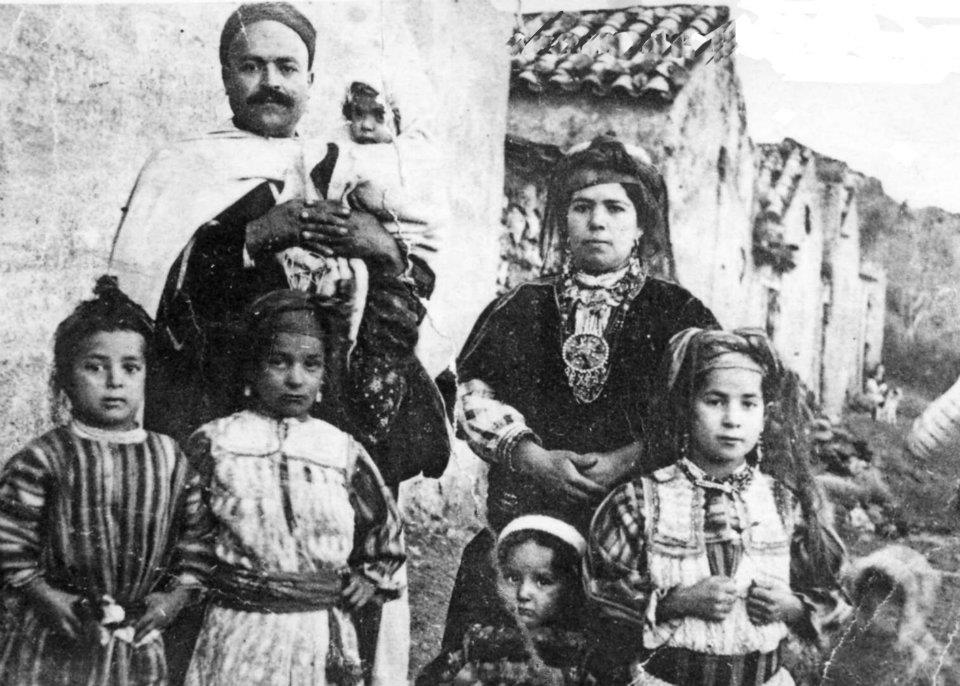
أسرة مسيحيَّة أمازيغيَّة من منطقة القبائل.

خلال مرحلة العهد العسكري (1830 ـ 1870) والاستيطان في العهد المدني (في الشمال أساسًا) (1870 ـ 1900) وذلك خلال الاستعمار الفرنسي على الجزائر اعيد احياء المسيحية في شمال أفريقيا عامًة والجزائر خاصًة، مع قدوم عدد كبير من المستوطنين والمهاجرين الأوروبيين والذين أطلق عليهم لقب الأقدام السوداء، أغلبيتهم انحدر من أصول فرنسية أو إيطالية أو إسبانية أو مالطية وحتى من أوروبا الشرقية، وانتمى أغلبهم إلى الكنيسة الرومانية الكاثوليكية مع وجود لأقلية كبيرة بروتستانتية، انتعشت المسيحية في الجزائر فبنيت الكنائس والمدارس والمؤسسات المسيحية وأعيد تأسيس أبرشية كاثوليكية عام 1838، ودخل عدد من السكان المحليين المسلمين إلى المسيحية خصوصًا في منطقة القبائل.
وقد قطع معظم المسيحيين القاطنين منذ الجيل الثاني، لاسيما في الجزائر كل صلة مع الوطن إلام، وتجذر في الأرض وبنوا بيوتًا وقرى وكنائس إلى جانب أو وسط التجمعات السكنية العربية. وقد نقلوا معهم إلى “أوطانهم الجديدة ” كل تقاليدهم الاجتماعية والفكرية ومؤسساتهم الثقافية والدينية، وان الكنيسة نظمت خدمنها تجاه رعاياها ومارست نشاطاتها الدينية والاجتماعية والثقافية بصورة طبيعية. وفد كان وجه الكنيسة كاثوليكياً –لوفود إتباعها من أقطار كاثوليكية في أكثريتها الساحقة– وفرنسيًا أيضًا، ليس في الأشخاص حسب، وإنما في الارتباط الفكري والمعنوي بكنيسة فرنسا. في عام 1868 أنشأ الكاردينال الكاثوليكي شارل مارسيال لافيجري جمعية تبشيرية في الحراش عُرِفت باسم «الآباء البيض» (بالفرنسيّة:Pères Blancs)، وسبب تسميتهم بهذا الاسم أنهم قرروا أن يلبسوا أردية بيضاء بهدف التناغم مع البيئة الاجتماعية، فأُطلِق عليهم هذا الاسم، وكان الآباء البيض ينشطون بين مناطق الأمازيغ، وفي مدينة وهران حيث أنشأ الآباء البيض مدارس كاثوليكيَّة ضمن أنشطة أخرى.
وقد بدأت البعثات التبشرية بين الأمازيغ في منطقة القبائل في عام 1870 بمبادرة من الكاردينال شارل مارسيال لافيجري والذي كان مقتنعًا بقدم جذور المسيحية في الأوساط البربريَّة، فقاد حملة تبشيريَّة في منطقة القبائل الجبليَّة، وتم إنشاء مدارس ومراكز لاحتضان المتحولين للمسيحية وأبنائهم وتوفير مناخ اجتماعي مريح لهم وتربيتهم على مبادئ الديانة المسيحية، ما سمح بتشكيل نواة صلبة لمجتمع مسيحي في المنطقة. وفقًا لكريمة ديرش سليماني الباحثة في «معهد البحث والدراسات حول العالم العربي والإسلامي» في كتابها مسيحيو منطقة القبائل 1873 - 1954 يعود سبب تنامي ظاهرة التنصير في أوساط الجزائريين بشكل مضطرد، خصوصًا في منطقة القبائل بسبب تاريخ هذه الديانة العريق في شمال إفريقيا والجزائر خاصًة وبلاد القبائل. وكان من بين أبرز الأمازيغ الكاثوليك في تلك الحقبة كل من الأديبة والشاعرة طاووس عمروش، وجون عمروش وفاطمة آيت منصور عمروش، ولا تزال توجد في منطقة القبائل عائلات مسيحية كاثوليكية إلى اليوم.

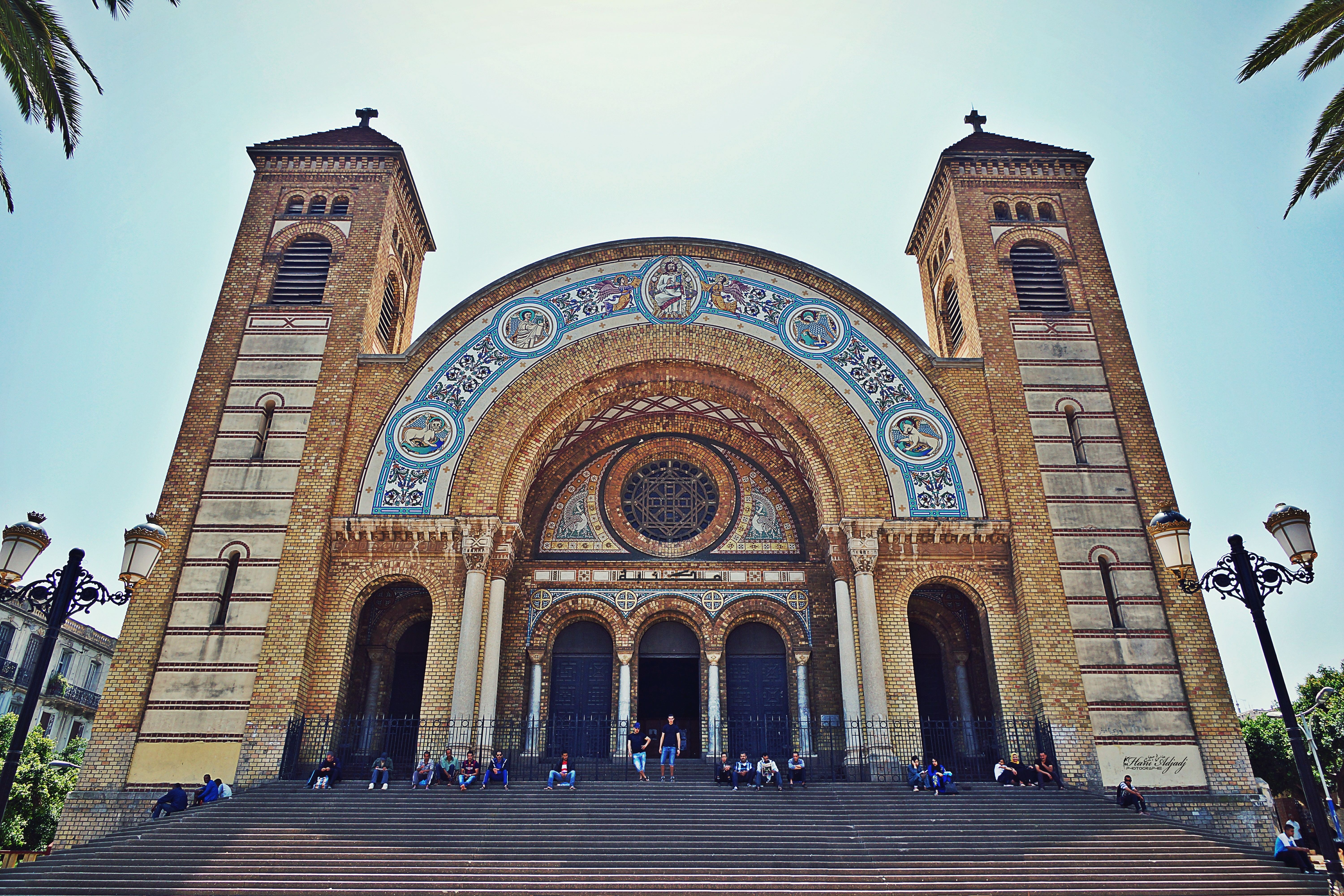
كاتدرائية وهران: مبنية على الطراز المعماري الروماني والبيزنطي مع الزخرفة ذات الطابع الشرقي، وكانت هذه الكاتدرائية مركزًا للمسيحيين في المدينة.

شغل لويس أنطوان أوغسطين بافي في منصب الأسقف الكاثوليكي الثاني في الجزائر من عام 1846 إلى عام 1866. خلال فترة ولايته، كان مسؤولاً عن بناء كاتدرائية السيدة الإفريقية في الجزائر العاصمة. وعمل الأسقف بافي على تحويل العرب إلى الكاثوليكية، وفي الوقت نفسه، حرص الأسقف بافي على تلبية احتياجات المستعمرين الفرنسيين الذين يعيشون في الجزائر العاصمة. ظهرت الجمعيات الرياضية الكاثوليكية للشباب في الجزائر الفرنسية (بالفرنسيَّة: patronages de l'Algérie française) لأول مرة في المدن الكبرى في شمال الجزائر في بداية القرن العشرين وكانت مخصصة أساسًا للشباب الأوروبيين في الجزائر. ومع بداية الحرب العالمية الأولى، انضمت بعض الجمعيات إلى الاتحاد الكاثوليكي لفن اللياقة البدنية والرياضية، حيث سرعان ما حلت المنظمات النسائية حذوها. وعلى خلاف الوضع في الشمال، فإن انتشار الرياضة عبر المناطق الجنوبية من الجزائر، تحت رعاية الآباء البيض، كان في الغالب بين السكان الأصليين. في عام 1901 قدم شارل دو فوكو إلى الجزائر الفرنسية وعاش حياة نسكية فعلية. أقام أولا في بني عباس بالقرب من الحدود المغربية، حيث بنى صومعة صغيرة للتعبد والضيافة، التي أشير إليها لاحقا باسم «الأخوية». فيما بعد انتقل للعيش مع الطوارق في تمنغست في جنوب الجزائر. هذه المنطقة تعد مركزية في الصحراء، حيث توجد بها جبال آهقار. اعتاد شارل دو فوكو أن يرتاد أعلى نقطة في منطقة «أسكرام» كمكان للاعتكاف. عاش بالقرب من الطوارق وشاركهم متاعبهم. وقضى عشر سنوات يدرس لغة الطوارق وتقاليدهم وثقافتهم. وتعلم اللغة الطارقية وشرع في تأليف قاموس للمفردات وقواعد اللغة. مخطوطة قاموسه نشرت بعد وفاته في أربع مجلدات، وصار القاموس معروفا من بين القواميس الأمازيغية الأخرى، بسبب غناه وما يحتويه من أوصاف دقيقة. صاغ شارل دو فوكو فكرة تأسيس معهد ديني، والذي أصبح حقيقة فقط بعد وفاته، تحت اسم «أخوة يسوع الصغار».

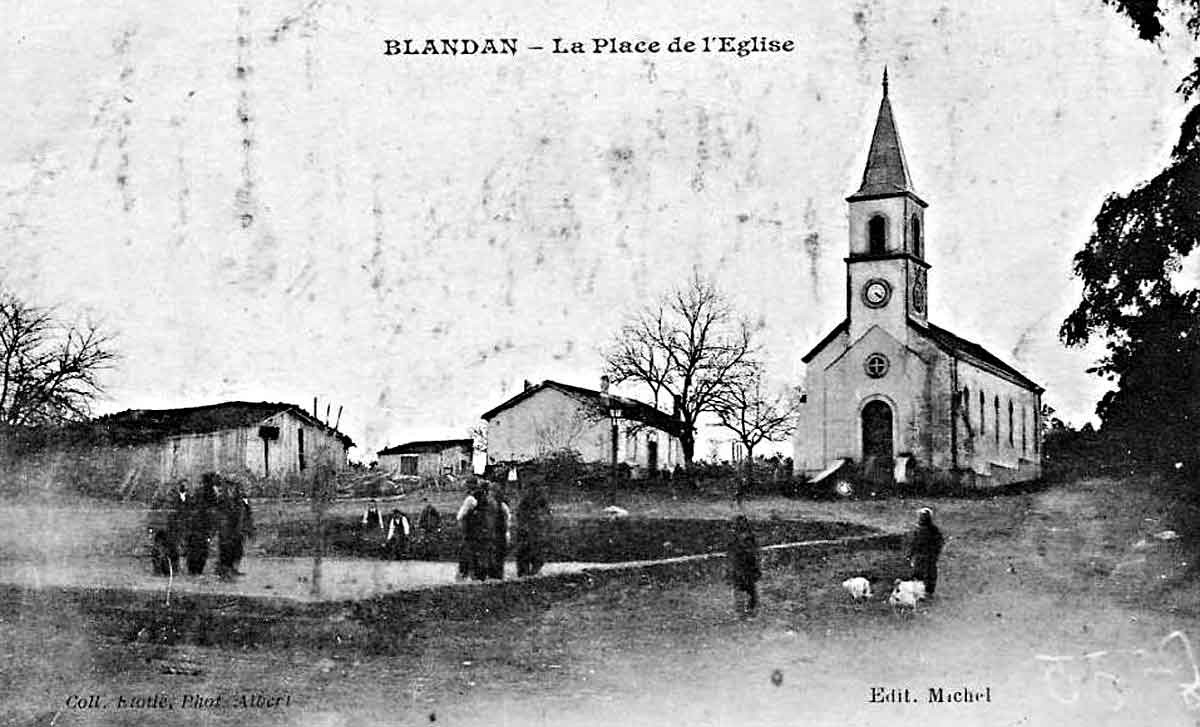
صورة تاريخية لكنيسة رومانيَّة كاثوليكيَّة في بلدية بوثلجة.

في عام 1959 بلغ عدد الأقدام السوداء حوالي 1,025,000 نسمة، وهو ما مثل 10.4% من إجمالي سكان الجزائر، وهي نسبة تناقصت تدريجياً بعد أن بلغت ذروتها 15.2% في عام 1926. ومع ذلك، فإن بعض مناطق الجزائر كان بها تركيزات عالية من الأقدام السوداء الكاثوليك، كأقاليم بونة (الآن عنابة)، والجزائر العاصمة، ومدينة وهران وسيدي بلعباس. وكانت وهران خاضعة للحكم الأوروبي منذ القرن السابع عشر، وكان 49.3% من سكان منطقة وهران الكبرى من الأوروبيين المسيحييين واليهود في عام 1959. أمّا في منطقة العاصمة الجزائر، كان الأوروبيين المسيحيين واليهود يمثلون 35.7% من السكان. وفي منطقة مدينة بون مثلوا حوالي 40.5% من السكان.
احتل الكاثوليك ذوي الأصول الأوروبيّة مناصب عليا في الجزائر الفرنسية واحرزوا نجاحات كبيرة على الصعيد الاقتصادي والثقافي والسياسي، غداة استقلال الجزائر في 5 يوليو 1962، وقدر عددهم بحوالي 1.4 مليون نسمة مثلوا أكثر من 12% من سكان الجزائر آنذاك، وقد بدأوا بالمغادرة عند بداية الاستفتاء وقبل إعلان الاستقلال رسميًا. وقد غادر العديد من الكاثوليك ذوي الأصول الأوروبيّة إلى فرنسا؛ والتي تؤوي نحو مليون ممن ينعتون بلقب «الأقدام السوداء»، نصفهم تقريبًا يعيش في المقاطعات الفرنسية الجنوبية على شواطئ المتوسط، النقطة الأقرب إلى ما زالوا يعتبرونه موطنهم الأصلي. يشكل «الأقدام السوداء» قوة ضغط لا يُستهان بها في فرنسا. وهم متغلغلون في كافة جوانب الحياة السياسية والاقتصاديَة والإعلاميّة والفنيّة.
ضمت الجزائر الفرنسية عدد من الطوائف المسيحية من أصول أمازيغية أو أصول عربية، والذين تحولوا إلى المسيحية خلال العصر الحديث أو تحت الإستعمار الأوروبي. لكن نظرًا لنزوح الأقدام السوداء في سنوات 1960؛ يذكر أنّ هناك عدد أكثر من المسيحيين الشمال الأفريقيين من الأمازيغ أو العرب يعيشون في فرنسا مقارنًة في دول المغرب العربي الكبير.

#### وضع المسيحيين بعد الاستقلال

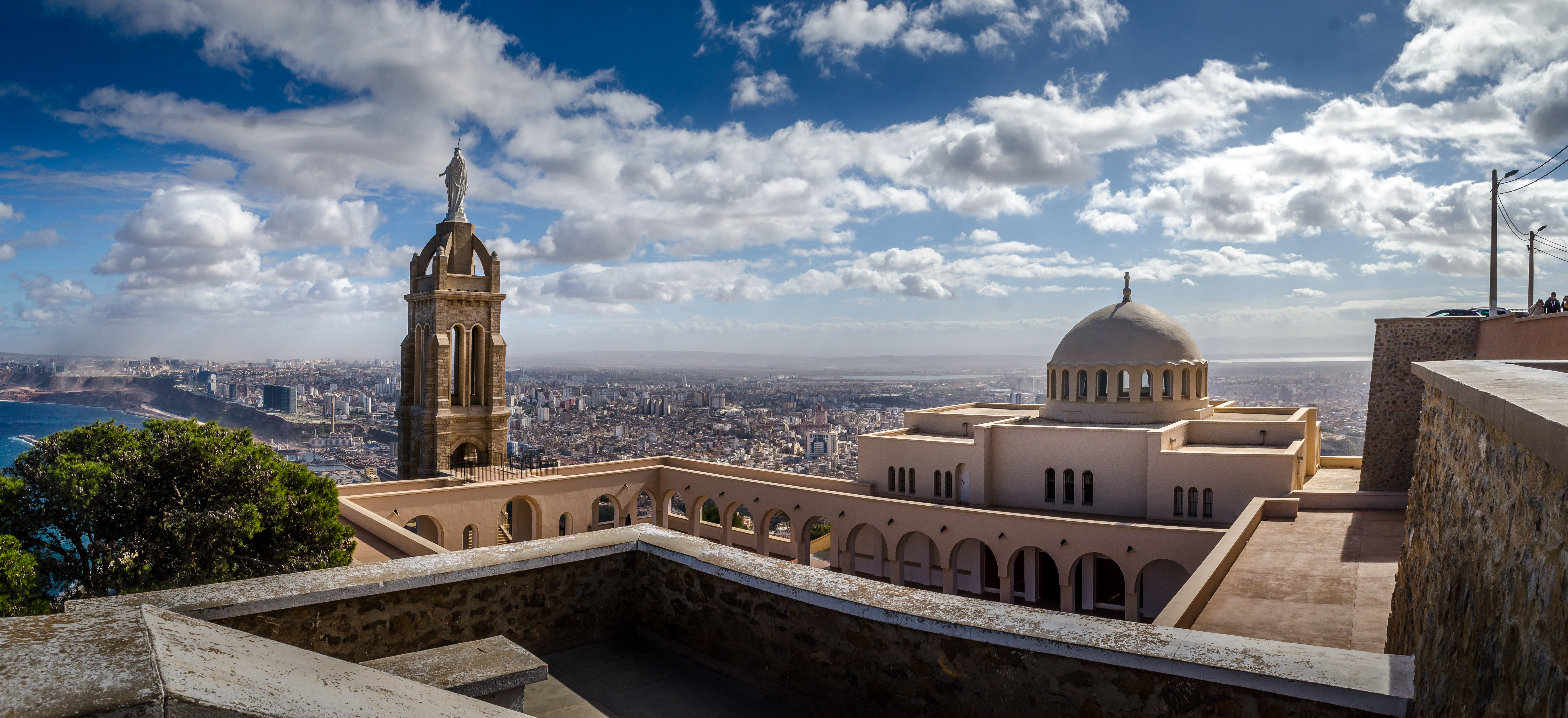
دير سانتا كروز في وهران المُشيد فوق جبل مرجاجو تحت حصن سانتا كروز.

غداة الاستقلال بعد 5 يوليو 1962 قدّرت أعداد المسيحيين في الجزائر بأكثر من مليون نسمة كانت نسبتهم تمثل أكثر من 12% من سكان الجزائر. وعقب استقلال الجزائر هاجرت أعداد كبيرة من مسيحيين ويهود الجزائر مع تعرضهم موجات العنف حيث قدرَّت أعداد النازحين إلى فرنسا بحوالي 800 ألف، وكان من أبرز أحداث العنف مذبحة وهران عام 1962، وأدّت أحداث لاحقة مثل اغتيال أسقف وهران بيار كلافري الكاثوليكي وقتل الرهبان السبعة في تيبحرين بالجزائر عام 1996؛ إلى هجرة المسيحيين من ذوي الأصول الأوروبيَّة. مما أدى إلى انخفاض أعدادهم من مئة ألف (من بينهم 89,000 كاثوليكي) عام 1964 إلى خمسين ألف أواخر عام 1965. يُذكر أنَّ الأسقف بيار كلافري من مواليد باب الوادي، وأطلق أهل وهران عليه لقب «أسقف المسلمين»، بسبب معرفته الممتازة بالإسلام. خلال تلك الحقبة، والمعروفة باسم الحقبة السوداء، فقد بين 100,000 إلى 200,000 الجزائريين حياتهم. اليوم يعتبر شمال أفريقيا في المقام الأول مسلم والإسلام هو دين الدولة في الجزائر، ليبيا، والمغرب، وتونس. على الرغم من كون ممارسة المعتقدات الغير إسلامية والتعبير عنها هو حق يكفله القانون، إلا أن التبشير العلني يواجه بالقلق.
وفي عام 2006 قامت السلطات الجزائرية بتطبيق قانون تنظيم الشعائر الدينية، وبحسب رأي الكثير من المراقبين فإن الهدف من هذا القانون في المقام الأول هو الحد من الأنشطة التبشيرية  وعلى الرغم من أن العدد الحالي للمسيحيين في شمال أفريقيا منخفض، فإن الكنائس التي بنيت خلال الاحتلال الفرنسي لا يزال من الممكن العثور عليها. تحدثت عدة مصادر على أن عددًا متزايد من سكان شمال أفريقيا المسلمين اعتنقوا المسيحية في السنوات الأخيرة. مجموع عدد المسيحيين لا يزال منخفضًا جدًا بالمقارنة بسكان تلك البلدان. النسبة المئوية للمسيحيين في الجزائر هو أقل من 2% (2009).

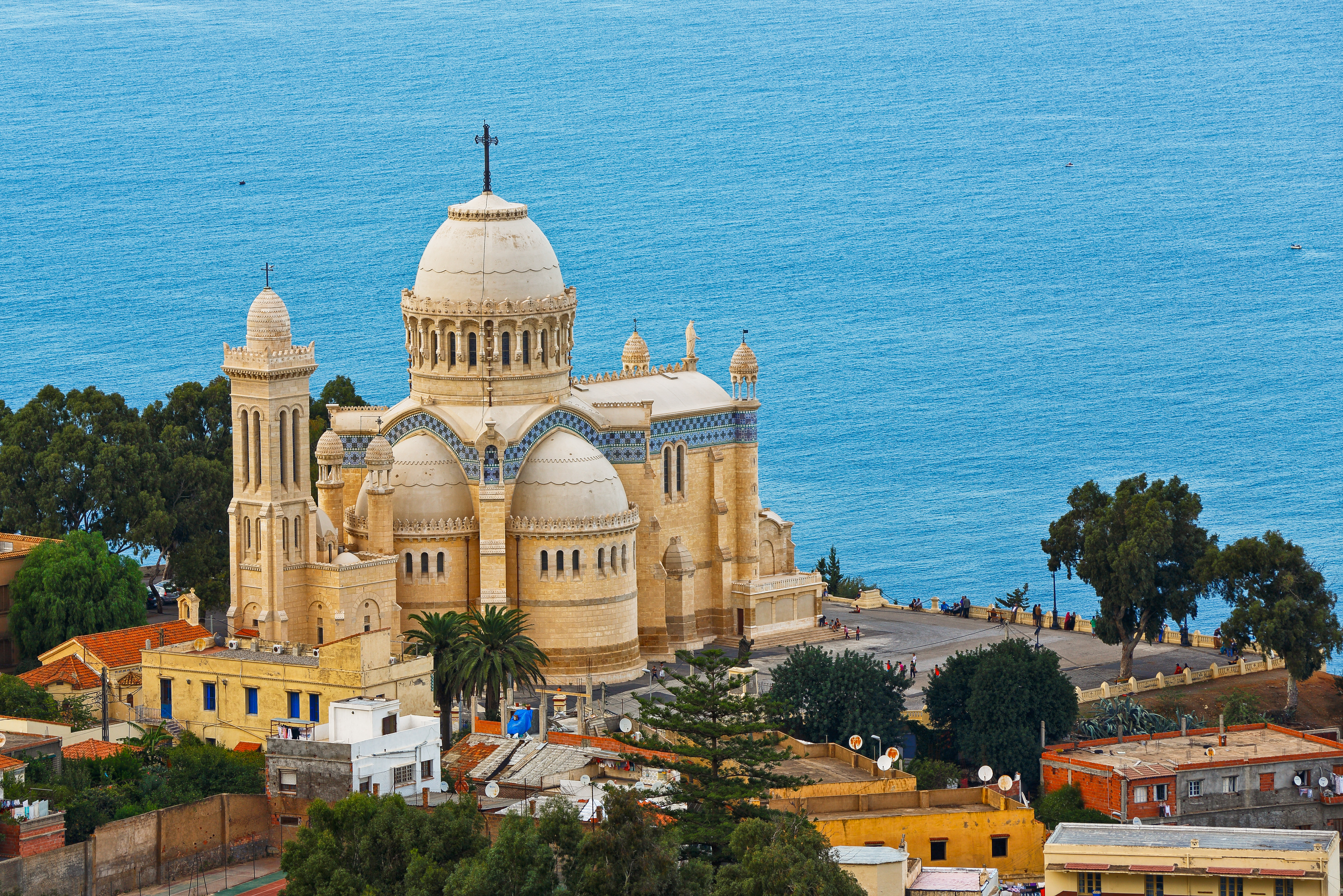
كاتدرائية نوتردام أفريقيا بالجزائر.

في عام 2009 أحصى مكتب الأمم المتحدة حوالي 45,000 من أتباع الكنيسة الرومانية الكاثوليكية القسم الأكبر منهم من ذوي الاصول الأوروبية ممن سكنوا إبّان الاستعمار ويتجمعون في العاصمة أو المدن الكبرى و10,000 من البروتستانت (ذوي الأصول الأوروبية) في الجزائر في حين وحسب العديد من الإحصائيات المختلفة يتراوح عدد البروتستانت في الجزائر من أصول أمازيغيَّة أو عربيَّة في الجزائر بين 100,000 إلى 150,000. في الفترة الأخيرة زاد عدد معتنقي الديانة المسيحية سواء بسبب العاملين الأجانب المتوافدين على الجزائر أو المسلمين الذين اعتنقوا الديانة المسيحية. أهم التجمعات المسيحيّة البروتستانتية تتواجد في منطقة القبائل خصوصًا في ولاية تيزي وزو، حيث تتراوح نسبة المسيحيين في ولايات منطقة القبائل بين 1% إلى 5%. ويقيم المسيحيون في الغالب في مدن مثل الجزائر العاصمة، وبجاية، وتيزي وزو، وعنابة، ووهران، ومنطقة القبائل شرق العاصمة. ويتكون المجتمع المسيحي في الجزائر من المواطنين الجزائريين ذوي الأصول الأوروبيَّة والمقيمين الأجانب والمهاجرين والطلاب القادمين من دول أفريقيا جنوب الصحراء؛ إلى جانب المسلمين الذين تحولوا إلى المسيحيَّة والذي تُقدر أعدادهم بين 50,000 إلى 380,000 شخص، ويقيم معظمهم في منطقة القبائل خاصةً في ولاية تيزي وزو. ويمارس الكثير من المسلمين الذين تحولوا إلى المسيحيَّة طقوسه الدينية في الكنائس المنزليَّة السريَّة أو كنائس غير مرخص لها. ويقول القادة المسيحيون أن المواطنين الجزائريون المسيحيون ينتمون في الغالب إلى الجماعات البروتستانتية.

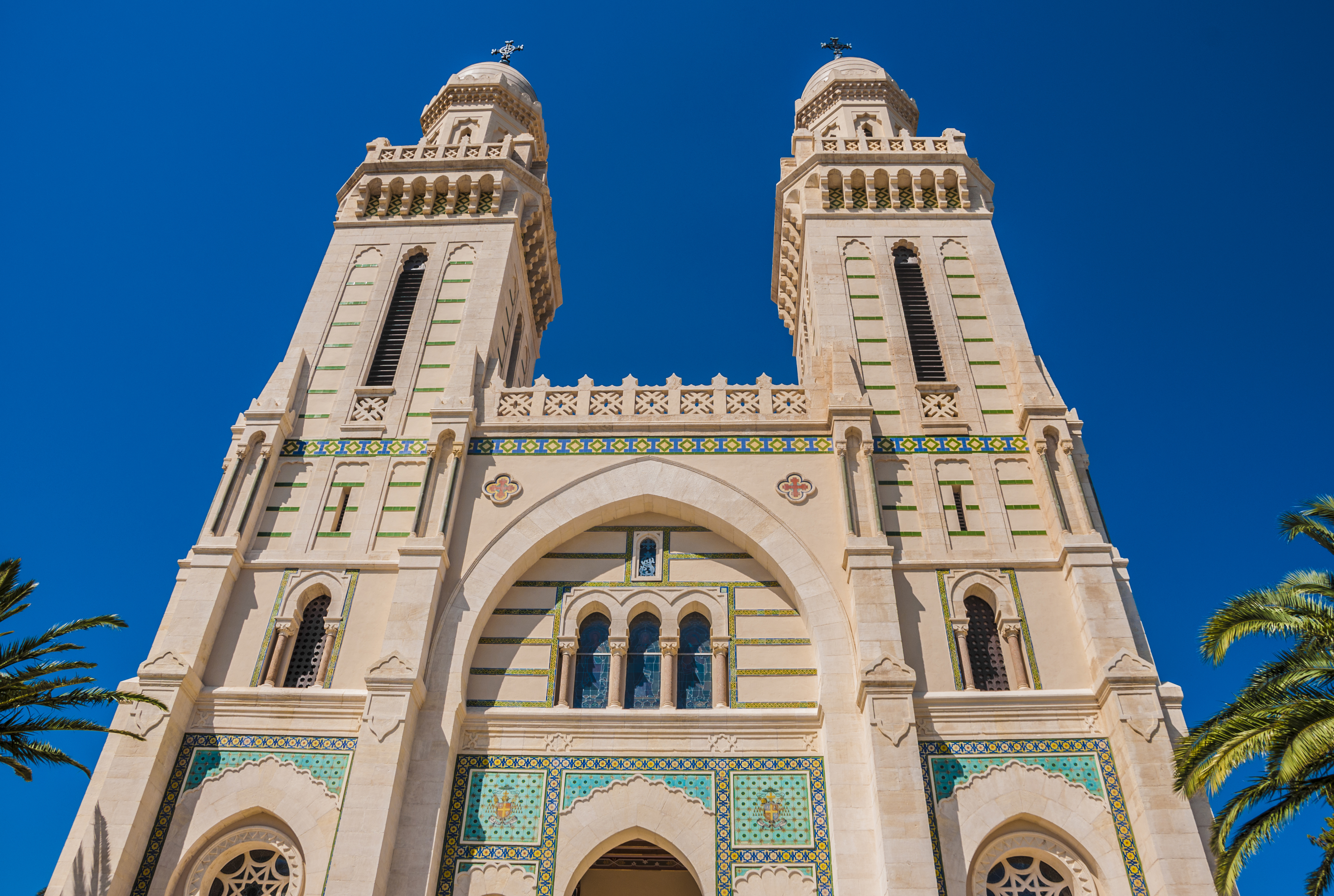
بازيليكا القديس أغسطين في عنابة.

في عام 2018 قامت الكنيسة الكاثوليكية بتطويب 19 مسيحياً قتلوا خلال سنوات العنف التي شهدتها الجزائر والتي تُعرف بالعشرية السوداء وقتل فيها نحو مئتي ألف شخص ما بين عام 1991 وعام 2002. وجرى الحفل في كنيسة السيدة العذراء في وهران. المطوبون هم مواطنون يحملون جنسيات كل من فرنسا واسبانيا وتونس وبلجيكا. وتم العثور على جثثهم ورؤوسهم مقطوعةً بعد شهرين من اختطافهم من أديرتهم في جنوب العاصمة الجزائرية عام 1996. أمّا باقي المطوبون الكاثوليك من رجال ونساء، فقُتلوا في حوادث منفصلة. وكان من بين من قُتلوا أيضاً، بيار كلافري، أسقف وهران الذي ولد في الجزائر، وقُتل معه سائقه المسلم محمد بوشيخي الذي كان قد اختار البقاء مع الأسقف على الرغم من الخطر على حياته، عندما انفجرت قنبلة في منزله.
في عام 2019 أشارت تقارير حكومية إلى قيام الحكومة الجزائرية بإغلاق ثماني كنائس بروتستانية، من ضمنها كنائس في ولاية تيزي وزو. واحتج عدد من المسيحيين في البلاد على هذه الإجراءات، إذ خرجوا يوم 17 أكتوبر من عام 2019 للتظاهر أمام مقرّ ولاية تيزي أوزو، وصرح وزير الداخلية صلاح الدين دحمون «الجزائر لا تحتاج إلى دروس في حقوق الإنسان ... يجب التأكيد أن مصطلح كنيسة خاطىء، هي ليس بكنائس لم نغلق أي كنيسة وإنما مستودعات لتربية الدجاج وإسطبلات ومقرات وبنايات فوضوية جعلت مراكز لديانة ما»، وبحسب ناشطين، فإن الجزائريين الذين يختارون الانتقال إلى المسيحية، يتجهون غالباً إلى البروتستانتية، بينما تبقى الكاثوليكية محصورة بين المسيحيين الأوروبيين القاطنين في الجزائر، وهؤلاء، وفقاً للناشطين، لا تستطيع السلطة التضييق عليهم. ونددت منظمة «هيومن رايتس ووتش»، بإغلاق ثلاث كنائس بروتستانتية في منتصف أكتوبر من عام 2019 بالجزائر، معتبرة ذلك مثالاً للقمع الذي تتعرض له هذه الأقلية في ذلك البلد.
في ديسمبر عام 2020 توفي هنري تيسي أسقف الجزائر السابق والذي عُرف بمواقفه الداعمة لحوار الديانات والتعدد الثقافي ودعمه لاستقلال الجزائر التي حمل جنسيتها بعد الاستقلال.

## الطوائف المسيحية

### الكاثوليكية

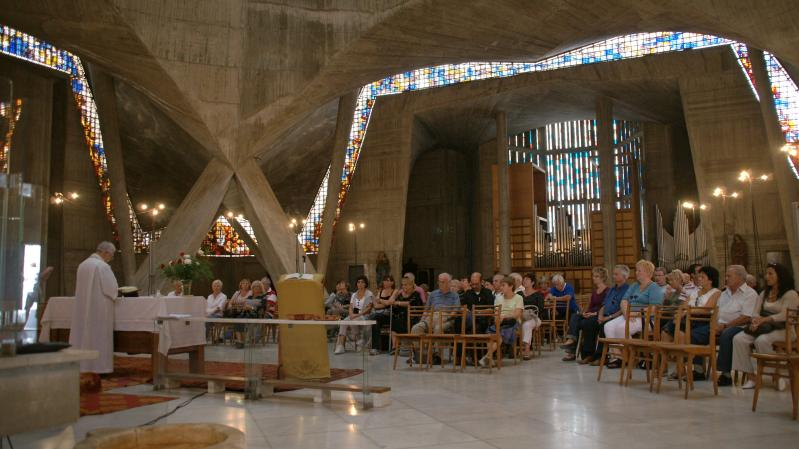
جزائريّون كاثوليك من الأقدام السوداء يؤدون الصلوات في كاتدرائيَّة القلب الأقدس في عاصمة الجزائر.

غداة الاستقلال بعد 5 يوليو 1962 قدّرت أعداد المسيحيين الكاثوليك في الجزائر بأكثر من مليون نسمة كانت نسبتهم تمثل أكثر من 12% من سكان الجزائر. في عام 1950 ضمت أبرشية وهران حوالي 355,000 معمَّد كاثوليكي، وضمت أبرشية الجزائر 330,000 كاثوليكي، في حين ضمت وأبرشية قسنطينة حوالي 180,000 وضمت أبرشية الأغواط حوالي 12,240 كاثوليكي. وعقب استقلال الجزائر هاجرت أعداد كبيرة من كاثوليك الجزائر مع تعرضهم موجات العنف للتضائل أعدادهم في البلاد، في عام 2010 ضمت أبرشية الجزائر على خمسة عشرة رعية كاثوليكية، وضمت أبرشية الأغواط على إحدى عشرة رعية، وضمت أبرشية وهران وأبرشية قسنطينة ستة رعايا كاثوليكية. وفي عام 1993 قدرَّت شعبة البحوث الاتحادية أعداد الكاثوليك بالجزائر بحوالي 45,000 شخص، تتكون الجماعة الكاثوليكيَّة في الجزائر من بقايا الأوربيين أو الأقدام السوداء، الذين لم يغادروا البلاد بعد الاستقلال وثورة التحرير الجزائرية، فضلًا عن اللبنانيين الموارنة الذين قدموا إلى الجزائر بين عام 1845 وعام 1867. بالإضافة إلى جماعات مسيحية جديدة تكونت منذ 15 سنة الأخيرة، وهي جماعات تتكون من الطلبة الأفارقة الوافدين للدراسة في الجزائر، وهم من حوالي 30 دولة أفريقية، وغالبيتهم يتكلمون اللغات الفرنسيَّة والإنجليزيَّة والبرتغاليَّة، كما أن هناك جماعات مسيحية جديدة تكونت خلال السنوات الخمس الأخيرة تتكون من بعض العمال الأوربيين للشركات الفرنسية والأوربية العاملة في الجزائر.
تملك الكنيسة الكاثوليكية بعض المستشفيات والمدارس والكنائس والمقابر، كما تقوم وزارة الشؤون الدينية والأوقاف الجزائرية بمنح رواتب رجال الدين المسيحيين الجزائريين الذين حصلوا على الجنسية الجزائرية بعد الاستقلال. يتوزع كاثوليك البلاد على أبرشية الجزائر وأبرشية وهران وأبرشية قسنطينة وأبرشية الأغواط. وتعد كاتدرائية القلب الأقدس في الجزائر العاصمة مقر أبرشية الجزائر، وأكتمل بناء الكاتدرائية في عام 1965، لتصبح الكاتدرائيَّة الحاضنة لأبرشية الجزائر بعد تحول كاتدرائية القديس فيليب إلى جامع كتشاوة. وتُعد كاتدرائية القديسة مريم في وهران الكاتدرائية المسيحيَّة الرئيسية في مدينة وهران، ومقر أبرشية وهران.

### بروتستانتية

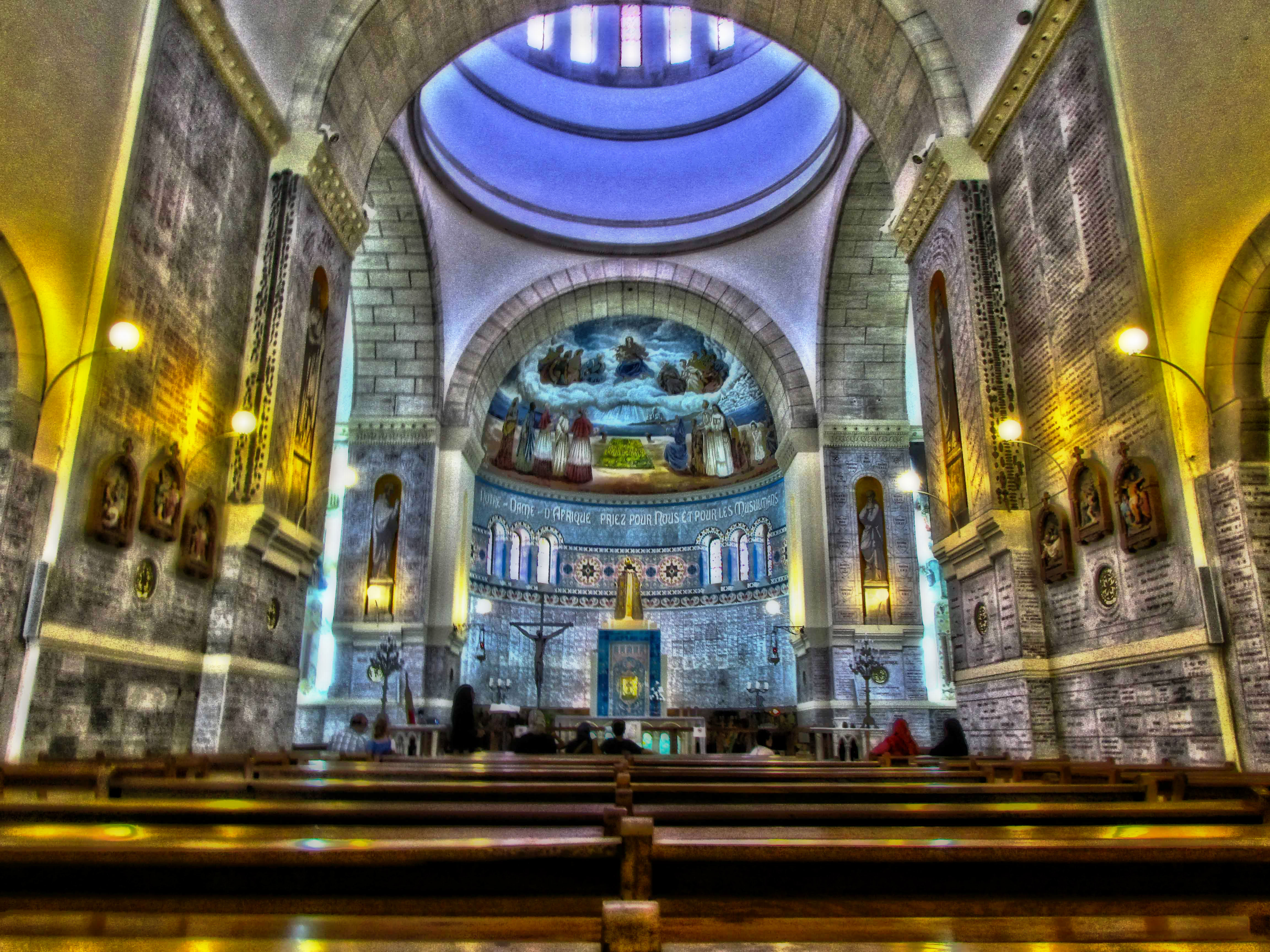
داخل كاتدرائية نوتردام أفريقيا؛ وهي من أبرز المعالم المسيحيّة في الجزائر.

تتكون الجماعات المسيحية البروتستانتية من المسيحيين المواطنين وهم إمّا عربًا أو أمازيغيًا. وتترواح أعداد البروتستانت من الأمازيغ والعرب بين 50,000 إلى 100,000 أو 150,000 بحسب إحصائيات مختلفة. وفقا لدراسة لجامعة أدنبرة والتي تعود لعام 2014، بلغت أعداد المسلمين المتحولين للديانة المسيحية في الجزائر نحو 50,000 شخص. وقدّرت دراسة جامعة سانت ماري والتي تعود لعام 2015 عدد المسلمين المتحولين للديانة المسيحية في الجزائر بين السنوات 1960-2015 بحوالي 380,000 شخص. ويتركز الوجود البروتستانتي المحليّ في منطقة القبائل. وتقدر أعداد المجتمع المسيحي من القبايل الأمازيغ بحوالي 30,000 نسمة. قسم منهم من المتحولين الجدد للمسيحية. في حين تقدّر أعداد البروتستانت من ذوي الأصول الأوروبية بحوالي 10,000 ينتمي أغلبهم إلى الكنيسة الميثودية والكالفينية. يتعرض البروتستانت الجزائريين من الأصول المُسلمة إلى العديد من المضايقات من قبل الحكومة.
تشهد كنائس الجزائر بمختلف مذاهبها تعميد ما يزيد عن خمسين جزائريًا عبر التراب الجزائري كل يوم أحد، حسبما كشفت عنه أرقام الأسقفية الكاثوليكية بالجزائر، وأشار دانيال سان فينسون دولابول، مسؤول بالأسقفية الكاثوليكية بالجزائر، في لقاء مع «النهار» بمقر الأسقفية عن أن 90 من المائة من مجموع الجزائريين الذين غيّروا ديانتهم يعتنقون المذهب الإنجيلي، مشيرًا إلى أن ظاهرة اعتناق المسيحية من طرف الجزائريين المسلمين بلغت حدّا كبيرا خلال الأربع السنوات الأخيرة.

### الأرثوذكسية
تتكوّن الجماعة المسيحيّة الأرثوذكسية من العمال الروس وبعض الموظفين اليونانيين فضلًا عن عدد من العمال المصريين الأقباط الذين يعملون لدى شركات أوراسكوم للإتصالات وأوراسكوم للبناء، وهم يعملون في العاصمة الجزائر ومدينة وهران وقد قدّر عددهم الأب هنري تيسي بحوالي ألف قبطي يتبع طقوس الكنيسة القبطية الأرثوذكسية، في حين يُقدر تقرير الحرية الدينية الدولية الصادر عن وزارة الخارجية الأمريكيَّة عام 2018 أعدادهم بين ألف إلى حوالي 1,500 شخص.

## الثقافة

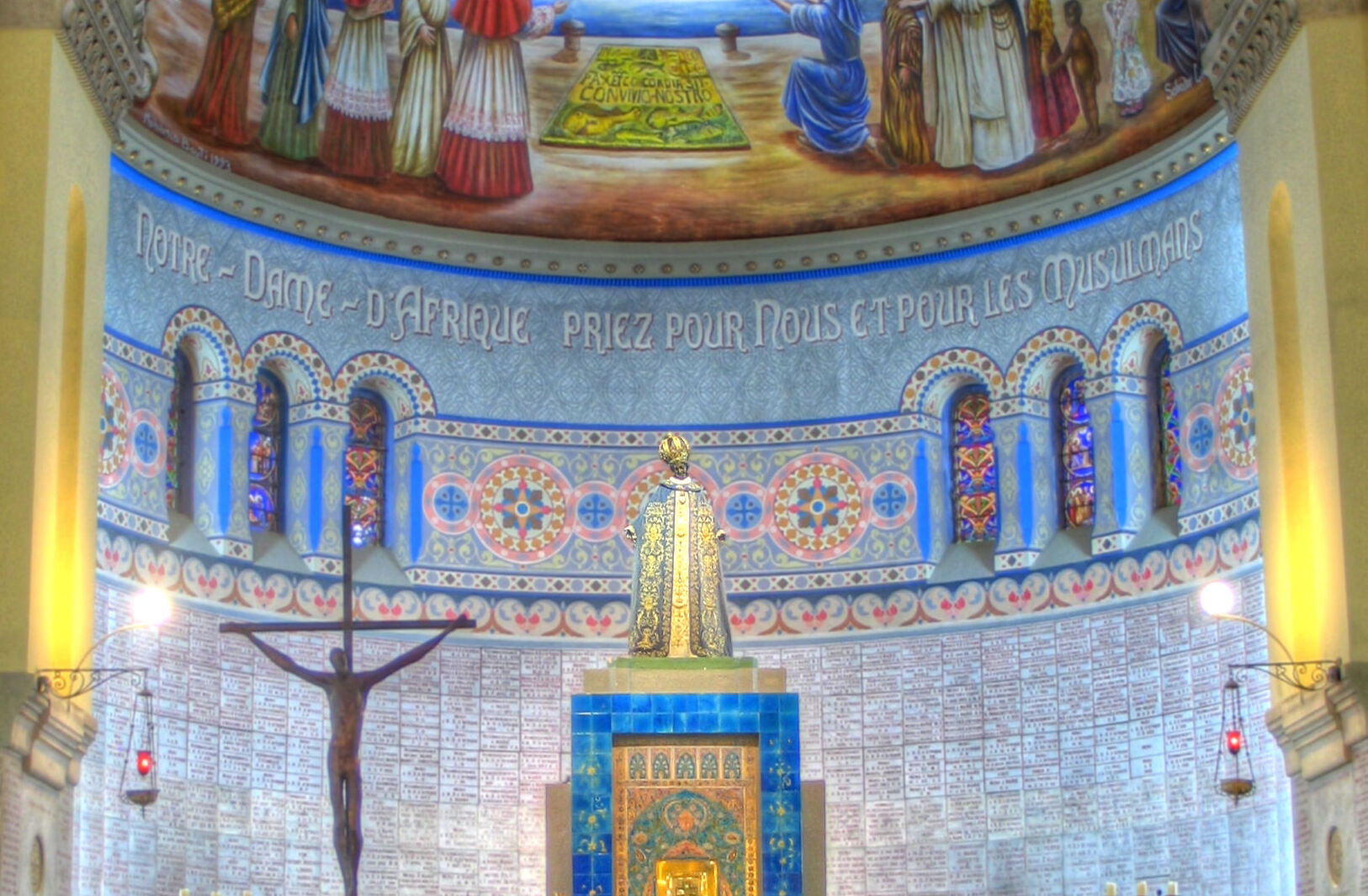
مذبح كاتدرائية السيدة الإفريقية والتي تُعتبر من معالم العاصمة الجزائر.

حتى وقت قريب جداً كان يُنظر إلى المسيحية في الجزائر ككيان أجنبي، لكن مع النمو القوي لأعداد الجزائريين المسيحيين والكنيسة المحلية في الجزائر بدأ المجتمع المسيحي خصوصاً ذوي الأصول الأمازيغية القبايلية في التأثير على الثقافة المحيطة في الموسيقى والأدب والسياسة. خلال الحكم الإستعماري الفرنسي ركزت الكنيسة الرومانية الكاثوليكية في بناء بنية تحتية تعليمية ورفاهية وصحية أساساً للمجتمع الفرنسي الكاثوليكي والمجتمعات الأوروبية الأخرى التي استوطنت الجزائر الفرنسية. واحتل الكاثوليك ذوي الأصول الأوروبيّة مناصب عليا في الجزائر الفرنسية واحرزوا نجاحات كبيرة على الصعيد الاقتصادي والثقافي والسياسي، وغداة استقلال الجزائر في 5 يوليو 1962 قُدّر عددهم بحوالي 1.4 مليون نسمة ومثلوا أكثر من 12% من سكان الجزائر آنذاك.
ظهرت الجمعيات الرياضية الكاثوليكية للشباب في الجزائر الفرنسية (بالفرنسيَّة: patronages de l'Algérie française) لأول مرة في المدن الكبرى في شمال الجزائر في بداية القرن العشرين وكانت مخصصة أساسًا للشباب الأوروبيين في الجزائر. ومع بداية الحرب العالمية الأولى، انضمت بعض الجمعيات إلى الاتحاد الكاثوليكي لفن اللياقة البدنية والرياضية، حيث سرعان ما حلت المنظمات النسائية حذوها. وعلى خلاف الوضع في الشمال، فإن انتشار الرياضة عبر المناطق الجنوبية من الجزائر، تحت رعاية الآباء البيض، كان في الغالب بين السكان الأصليين. وقام الآباء البيض واليسوعيين في بناء شبكة من المدارس الابتدائية والثانوية الكاثوليكية والتي ركزت على رفع المستوى التعليمي والثقافي للشعب الجزائري، لكن مع استقلال الجزائر عام 1962 تم أغلاق معظم هذه المؤسسات الكاثوليكية التعليمية أو تم مصادرتها من قبل الحكومة الجزائرية. اليوم لا تملك مجتمعات المسيحيين من خلفية مسلمة في الجزائر مدارس أو مؤسسات تعليمية مسيحية، بإستثناء ثلاثة مدارس تدريب والتي تخضغ للمؤسسة المسيحية «مدارس تيموثي للتدريب»، إلى جانب المعهد المسيحي الجزائري (بالفرنسية: Institute Chrétien d'Algérie) وهي كلية مسيحية نشأت حديثاً في العاصمة الجزائر.

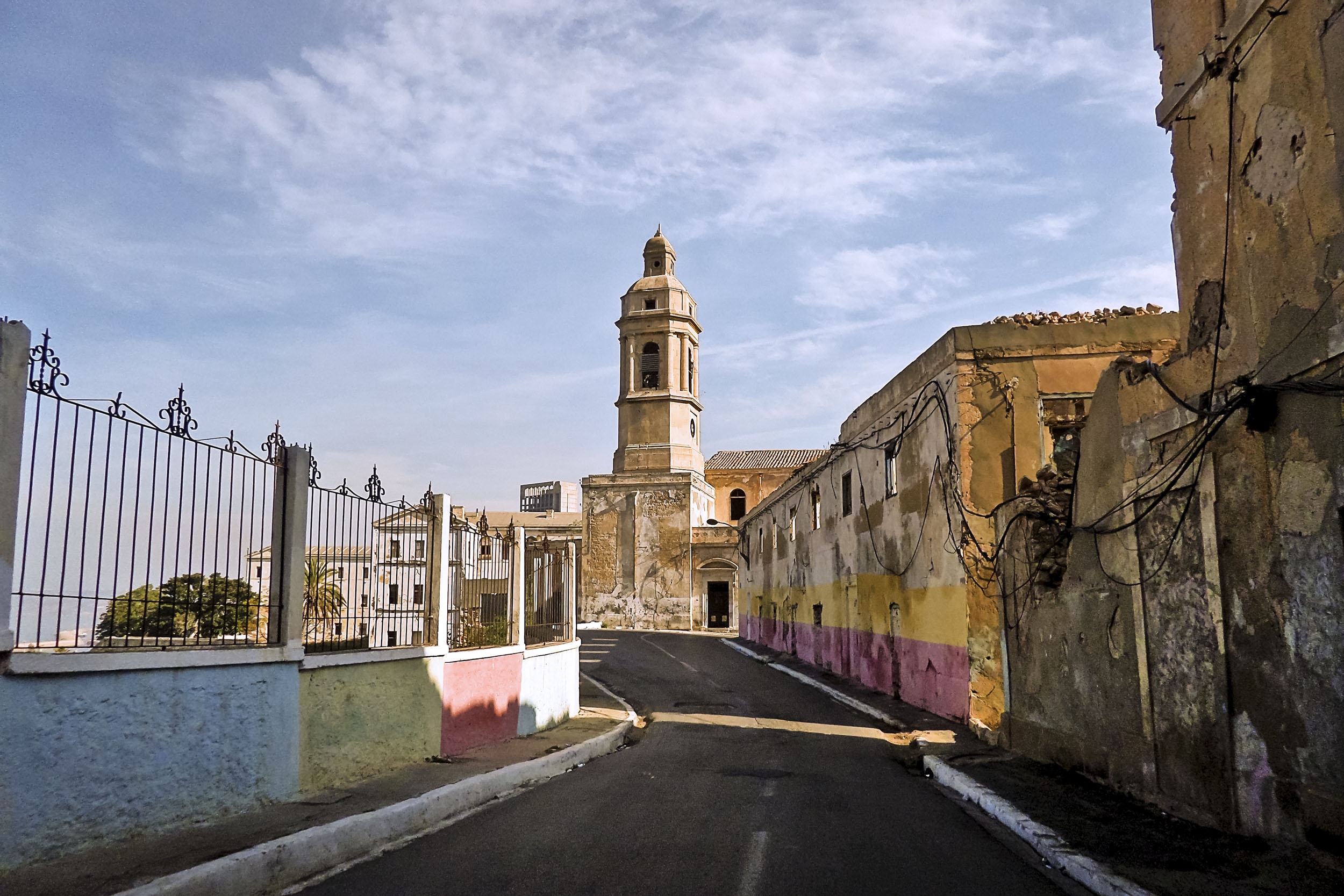
آثار كنيسة القديس لويس في مدينة وهران.

تضم الجزائر على عدد من الكنائس ذات القيمة التاريخية والثقافية، فهناك كنائس وكاتدرائيات مثل كاتدرائية السيدة الإفريقية والتي تعتبر من معالم العاصمة الجزائر السياحية وهي مبنية على طراز العمارة البيزنطية الجديدة، إلى جانب كنيسة سانتا كروز وهو دير بوهران مشيد فوق جبل مرجاجو تحت حصن سانتا كروز والتي تعني الصليب المقدس، وبازيليكا القديس أوغسطينوس في مدينة عنابة المبنية على الطراز المعماري البيزنطي والعربي. كاتدرائية وهران هي كاتدرائية سابقة مبنية على الطراز المعماري الروماني والبيزنطي مع الزخرفة ذات الطابع الشرقي، وكانت هذه الكاتدرائية مركزًا روحياً واجتماعياً وثقافياً للمسيحيين القاطنين في مدينة وهران خلال الاستعمار الفرنسي. بُنيت بين عامي 1904 حتى 1913، وافتتحت عام 1918 ولكن بعد استقلال الجزائر تم اهمالها حتى عام 1984 لتحولها السلطات إلى مكتبة إقليمية، ثم مكتبة عامة عام 1996. ألّف المبشر الكاثوليكي شارل دو فوكو، الذي تعلم اللغات العربية والأمازيغية والعبرية، كتباً عدة عن الطوارق، كما ودرس لغة الطوارق وتقاليدهم وثقافتهم. وشرع في تأليف قاموس للمفردات وقواعد اللغة. مخطوطة قاموسه نُشرت بعد وفاته في أربع مجلد بعنوان «قاموس لغة الطوارق والفرنسية لهجة الهقار»، وصار القاموس معروفاً من بين القواميس الأمازيغية الأخرى، بسبب غناه وما يحتويه من أوصاف دقيقة والذي ما زال مرجعا موثوقًا حتى اليوم.
خلال الحكم الحكم الفرنسي للجزائر ضمت البلاد على مجتمعات محلية مسيحية أصول أمازيغية أو من أصول عربية والذين تحولوا في الغالب خلال العصر الحديث وتحت الاستعمار الفرنسي، حيث أٌعيد إحياء المسيحية في الجزائر مرّة أخرى في القرن التاسع عشر مع قدوم البعثات التبشيرية المسيحية، ودخل عدد من السكان المحليين المسلمين إلى المسيحية خصوصًا في منطقة القبائل. وظهر بين مجتمع القبائل في الجزائر أقلية مسيحية حديثة التكوين، بروتستانتية وكاثوليكية. تبنى العديد من المسيحيين المحليين في الجزائر الثفافة الفرنسية، ويُمكن القول إن عدد المسيحيين المغاربيين المنحدرين من أصول عربية أو أمازيغية الذين يعيشون في فرنسا أكثر مما يعيشون في شمال إفريقيا، وذلك بسبب الهجرة بعد الاستقلال خلال الستينيات من القرن العشرين، وتقدر أعداد الشتات المسيحي الأمازيغي في فرنسا بين 4,000 إلى 6,000 عام 1955 بحسب الباحث جاك لانفري أو حوالي 500,000 عام 2018 بحسب الباحث مارك أ.لامبورت.

## العلاقة مع الأديان الأخرى

### العلاقة مع المسلمين

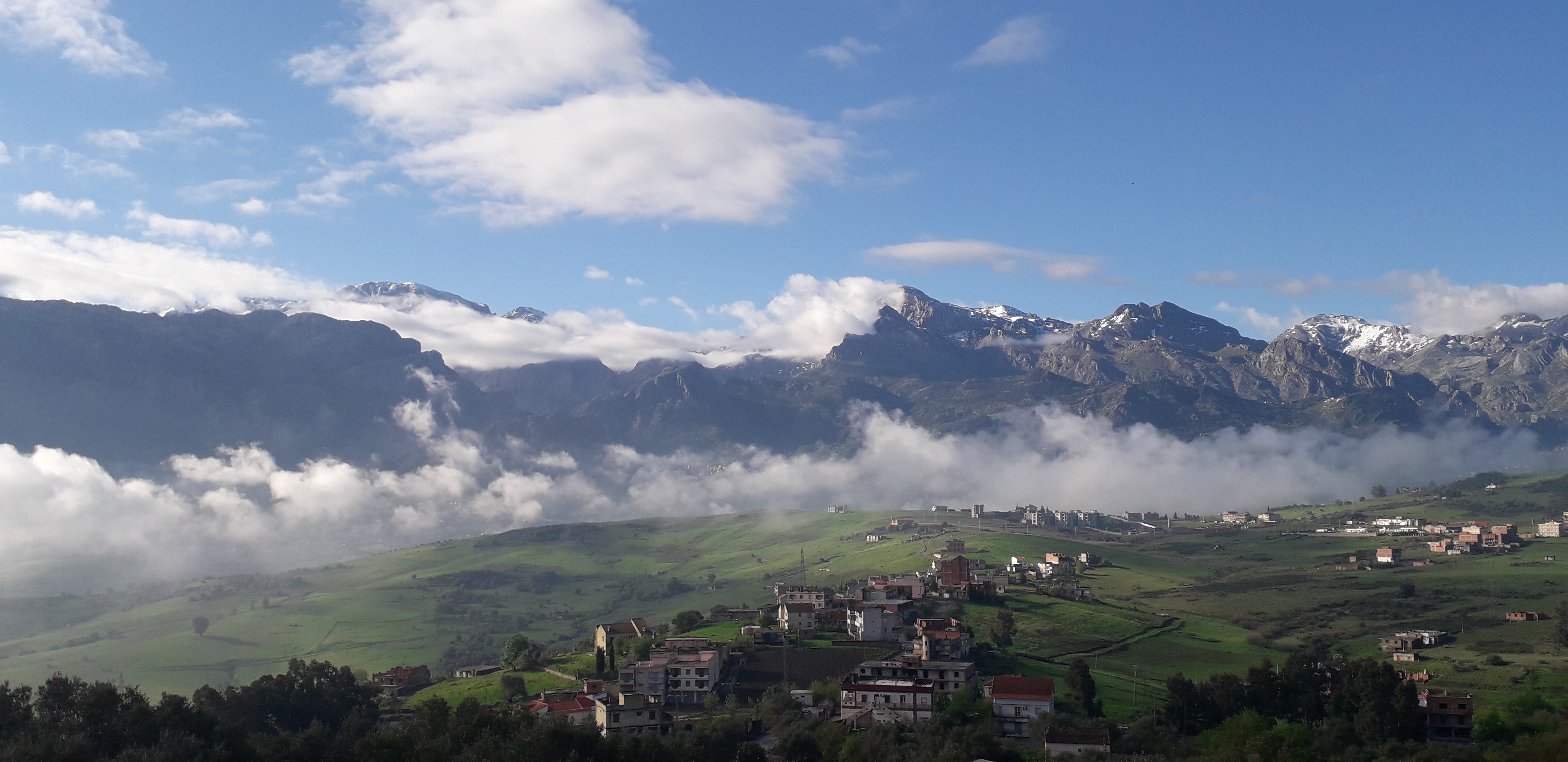
واضية: يُحافظ سكان المنطقة من المسلمين والمسيحيين، على هويتهم التي توارثوها عن أجدادهم.

صمدت المسيحيَّة في المنطقة المُمتدَّة من طرابُلس إلى المغرب الأقصى طيلة قُرونٍ بعد الفتح الإسلاميّ، وعاش المُسلمون والمسيحيّون جنبًا إلى جنب في المغرب طيلة تلك الفترة، إذ اكُتشفت بعض الآثار المسيحيَّة التي تعود إلى سنة 1114م بِوسط الجزائر، وتبيَّن أنَّ قُبور بعض القديسين الكائنة على أطراف قرطاج كان الناس يحجُّون إليها ويزورونها طيلة السنوات اللاحقة على سنة 850م، ويبدو أنَّ المسيحيَّة استمرَّت في إفريقية على الأقل حتَّى العصرين المُرابطي والمُوحدي. وكانت تلمسان مركزًا لعدد كبير من المسيحيين لقرون عديدة بعد الفتح الإسلامي للمدينة عام 708. إضطهدت الخلافة الأموية العديد من المسيحيين الأمازيغ في القرنين السابع والثامن، والذين أجبروا على التحول ببطء إلى الإسلام. في العديد من المناطق لا سيّما منطقة الساحل والمناطق الجنوبيَّة ومنطقة مزاب، ظلّ المسيحيون الذين اصطبغوا بالصبغة الرومانية يشكلون غالبية السكان على مدى قرنين بعد الفتح الإسلامي، وظلّت بعض المناطق النائية في الدولة المرابطية تضم جيوباً من المسيحيين في منطقة مزاب في القرن الحادي عشر. واختفت الجماعات المسيحيّة الأمازيغية في تونس والمغرب والجزائر في القرن الخامس عشر.
خلال الاستعمار الفرنسي على الجزائر أُعيد احياء المسيحية في شمال أفريقيا عامًة والجزائر خاصًة، مع قدوم عدد كبير من المستوطنين والمهاجرين الأوروبيين والذين أطلق عليهم لقب الأقدام السوداء، استقر العديد من الأوروبيين في الجزائر العاصمة ومدينة وهران، وبحلول أوائل القرن العشرين شكلوا غالبية سكان المدينتين. اتسمت علاقة الأقدام السوداء مع فرنسا والجزائر بالغربة، حيث أعتبر المستوطنون أنفسهم فرنسيين، لكن كان لدى العديد من الأقدام السوداء اتصال ضعيف بالبر الرئيسي لفرنسا، حيث لم يزر حوالي 28% من الأقدام السوداء فرنسا أبدًا. شمل المستوطنون مجموعة من الطبقات الاجتماعية والاقتصادية، تتراوح من الفلاحين إلى كبار ملاك الأراضي. لم يكن المسلمون في الجزائر يُعتبرون فرنسيين ولم يتقاسموا المنافع السياسيَّة أو الاقتصادية نفسها. على سبيل المثال، لم يمتلك السكان الأصليون معظم المستوطنات أو المزارع أو الأعمال التجاريَّة، على الرغم من أنهم بلغوا ما يقرب من تسعة ملايين نسمة (مقابل ما يقرب من مليون نسمة من الأقدام السوداء) عند الاستقلال. أدَّت الهيمنة السياسية والاقتصادية للمستوطنين الأوروبيين المسيحيين إلى تدهور العلاقات بين المجموعتين. أيدت شخصيات مسيحية بارزة مثل بيار كلافري وأبي بيار وهنري تيسي ثورة التحرير الجزائرية.
عقب استقلال الجزائر عام 1962 هاجرت أعداد كبيرة من مسيحيين ويهود الجزائر مع تعرضهم موجات العنف حيث قدرَّت أعداد النازحين إلى فرنسا بحوالي 800 ألف، وكان من أبرز أحداث العنف مذبحة وهران عام 1962، وأدّت أحداث لاحقة مثل اغتيال أسقف وهران بيار كلافري الكاثوليكي وقتل الرهبان السبعة في تيبحرين بالجزائر عام 1996؛ إلى هجرة المسيحيين من ذوي الأصول الأوروبيَّة. في السنوات الأخيرة شهدت أعداد المسلمين الذين تحولوا إلى المسيحيَّة زيادة ملحوظة والذي تُقدر أعدادهم بين 50,000 إلى 380,000 شخص، ويقيم معظمهم في منطقة القبائل خاصةً في ولاية تيزي وزو. العلاقات بين المسيحيون والمسلمون الجزائريون جيدة وهناك تعايش سلمي، وأشارت تقارير إخباريَّة عن التعايش بين المسيحيين والمسلمين في بلدة واضية الأمازيغيَّة التابعة لولاية تيزي وزو.

### العلاقة مع اليهود

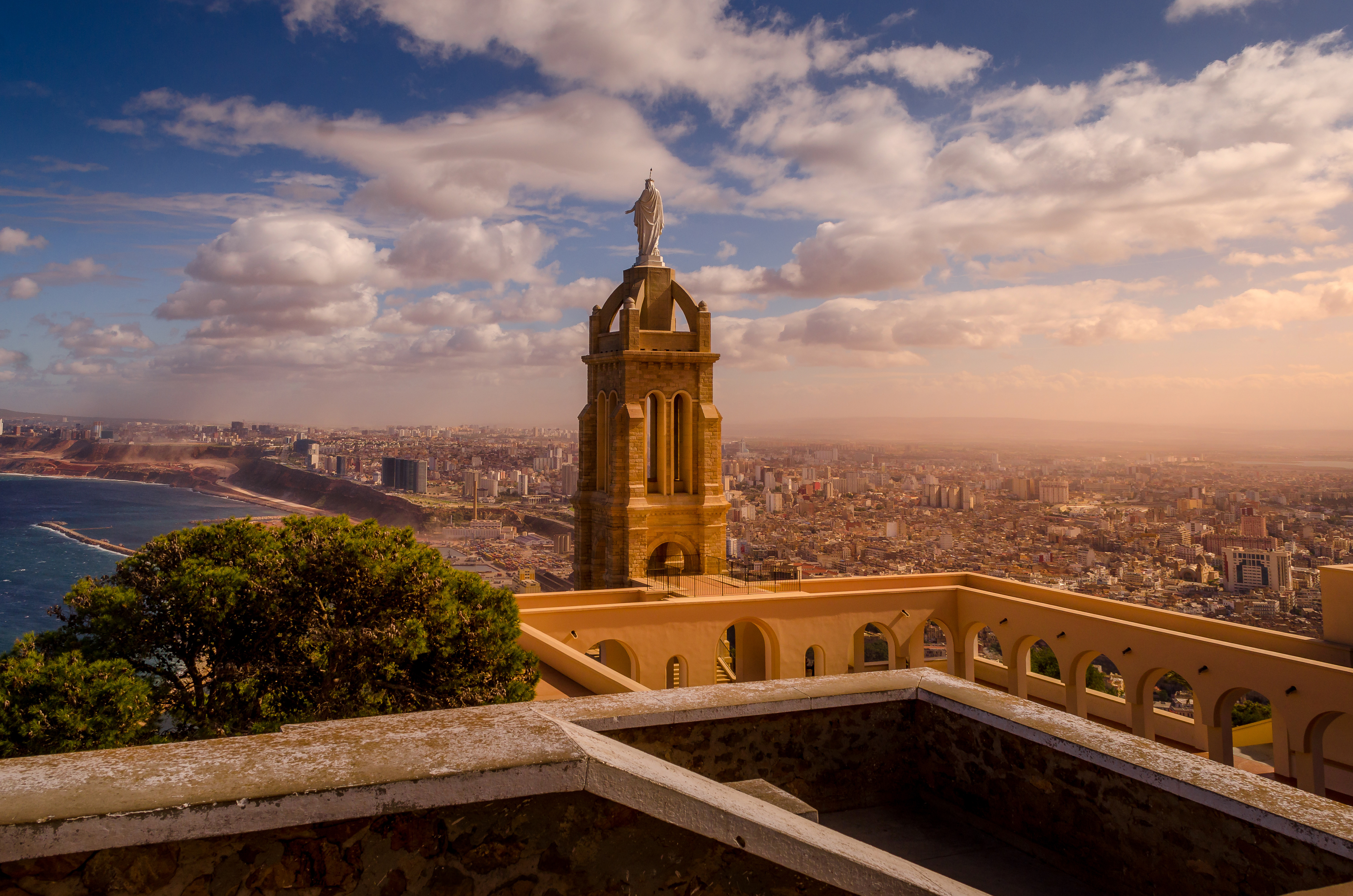
خلال الاحتلال الفرنسي للجزائر شكلَّ المسيحيين ذوي الأصول الأوروبية واليهود الأغلبية السكانية في مدينة وهران.

هناك أدلة على وجود مستوطنات يهودية في الجزائر منذ العصر الروماني على الأقل؛ وبحسب المؤرخة كارين ب. ستيرن رحبت أراضي الأمازيغ بالمسيحيين واليهود في وقت مبكر جدًا من عصر الإمبراطورية الرومانية. شَنَّ سيزبوت حملات عسكريَّة ناجحة على بقايا السلطة الرومانيَّة الشرقيَّة في مقاطعة سبانيا، واشتهر سيزبوت بتفانيه الديني الشديد على مذهب الخلقيدونيَّة المسيحيَّة. وقد أجبر اليهود بعد اعتلاءه العرش عام 612م على اعتناق المسيحيَّة. أدّى اضطهاد سيزبوت إلى رحيل يهود المنطقة إلى الإمبراطورية البيزنطية المسيحيَّة. قدم إلى الأراضي الجزائرية موجات من واليهود السفارديم من شبه الجزيرة الإيبيرية في عام 1381 وبعد إسترداد الأندلس وتوحيد البلاد عام 1492 وعام 1502.
خلال الاحتلال الفرنسي للجزائر بين عام 1830 إلى عام 1962 تم ضمان الحرية الدينية وحقوق الملكية بالإضافة إلى الجنسية الفرنسية للجالية الأوروبية الفرنسية، والأقدام السوداء واليهود السفارديم الأصليون في الجزائر مع خيار الاختيار بين الجنسية الفرنسية والجزائرية بعد ثلاث سنوات. سُمح للجزائريين بالاستمرار في التنقل بحرية بين بلادهم وفرنسا في العمل، على الرغم من عدم تمتعهم بحقوق سياسية مساوية للمواطنين الفرنسيين.
في عام 1845، أعادت الحكومة الاستعمارية الفرنسية تنظيم البنية المجتمعية، وعينَّت اليهود الفرنسيين (الذين كانوا من أتباع التقاليد الأشكنازية) كحاخامات رئيسيين لكل منطقة، مع واجب «غرس الطاعة غير المشروطة للقوانين، والولاء لفرنسا، والالتزام بالدفاع عنها». وفي غضون جيل واحد، على الرغم من المقاومة الأولية، أصبح معظم اليهود الجزائريين يتحدثون الفرنسية بدلاً من العربية أو اللادينو، وتبنوا العديد من جوانب الثقافة الفرنسية والمسيحية. نتيجة لذلك انضم يهود الجزائر إلى المستوطنين المسيحيين، رغم أنهم كانوا لا يزالون يعتبرون «آخرين» بالنسبة للفرنسيين. على الرغم من أن البعض اتخذوا مهنًا أوروبية «فإن غالبية اليهود كانوا حرفيين فقراء وأصحاب متاجر يخدمون زبائن مسلمين».
في عام 1870، كتب وزير العدل إسحاق كريمييه اقتراحًا يمنح الجنسية الفرنسية لليهود الجزائريين. تمت مقاومة هذا التقدم من قبل جزء من مجتمع الأقدام السوداء الأكبر وفي عام 1897 حدثت موجة من أعمال الشغب المعادية للسامية في الجزائر. خلال حقبة الاحتلال الفرنسي للجزائر نشطت البعثات التبشيرية المسيحية مثل بعثة شمال إفريقيا وجمعية لندن والآباء البيض في نشر المسيحية بين اليهود في الجزائر، واعتنقت أعداد صغيرة من اليهود الجزائريين المسيحية ديناً.
خلال الحرب العالمية الثانية، ألغي ديكير كريميو في ظل نظام فيشي، ومُنع اليهود من الوظائف المهنية بين عام 1940 وعام 1943. تمت استعادة الجنسية في عام 1943، بعد سيطرة الفرنسيين الأحرار على الجزائر في أعقاب عملية الشعلة. وهكذا، أصبح يهود الجزائر في النهاية يُعتبرون جزءًا من مجتمع الأقدام السوداء، وشكلوا حوالي 15% من مجمل الأقدام السوداء في حين كان حوالي 85% من مجمل الأقدام السوداء من أتباع الديانة المسيحية، وفرَّ الكثير منهم إلى فرنسا في عام 1962، جنبًا إلى جنب مع معظم الأقدام السوداء، بعد ثورة التحرير الجزائرية، بسبب انحياز اليهود لفرنسا في حرب الاستقلال الجزائرية. أدى ذلك إلى انخفاض أعداد اليهود من 130,000 نسمة عام 1962، إلى أقل من ألف شخص عام 1969، وإلى أقل من خمسين شخص عام 2017.

## التحوّل إلى الديانة المسيحية

### التعداد

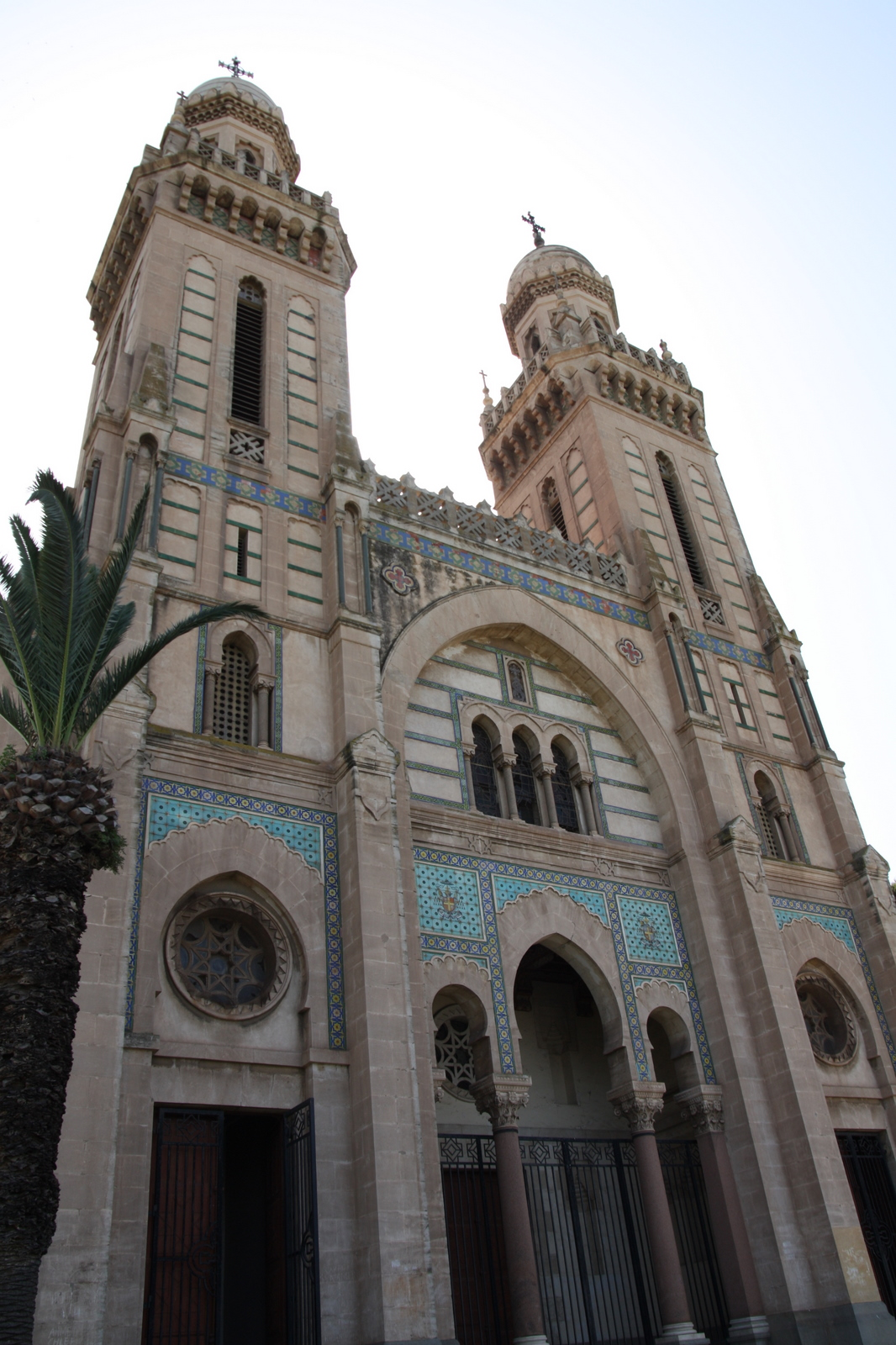
بازيليكا القديس أغسطين في عنابة.

تُشير بعض التقارير إلى تزايد أعداد المتحولين إلى الديانة المسيحية في الجزائر، خصوصاً في منطقة القبائل وبين الأمازيغ. لا توجد أرقام دقيقة عن معتنقي الديانة المسيحية في الجزائر، بسبب العواقب القانونية والاجتماعية لتحول المسلمين إلى الديانة المسيحية، ووفقاً لتقرير الحريات الدينية الدولية عام 2013 فإنّ بعض المسلمين الجزائريين الذين تحولوا إلى المسيحية ظلوا بعيدًا عن الأنظار بسبب القلق على سلامتهم الشخصية بالإضافة إلى المشاكل القانونية والاجتماعية المحتملة. ووفقًا للمؤرخ دانيال بايبس من جامعة هارفارد وجامعة شيكاغو هناك «تقارير عن تحولات واسعة النطاق بين المسلمين إلى الديانة المسيحية تأتي من مناطق متباينة مثل الجزائر وألبانيا وسوريا وكردستان»، وفي شمال العراق والجزائر، كانت نسبة تحوّل الأكراد والأمازيغ إلى المسيحية عالية بشكل غير عادي.
وفقاً لمنظمة الأمم والشعوب غير الممثلة «منذ عام 2000، تحولّ آلاف المسلمين الجزائريين إلى المسيحية، ويُقدر المسؤولون الجزائريون عدد المسيحيين بحوالي 50 ألفاً، لكن آخرين يقولون إنه قد يكون ضعف هذا العدد». ويُقدر مجلس الهجرة واللاجئين الكندي أنَّ «هناك ما يُقدر بحوالي 20,000 إلى 100,000 مسيحي إنجيلي في الجزائر، يُمارسون عقيدتهم في كنائس غير مسجلة بشكل رئيسي في منطقة القبائل»، بينما تُشير بعض التقارير الأخرى إلى وجود أكثر من 100,000 جزائري معتنق للديانة المسيحية خاصةً البروتستانتية. كانت التحولات إلى المسيحية أكثر شيوعًا في منطقة القبائل خصوصًا في ولاية تيزي وزو، حيث تُقدر نسبة المسيحيين في ولاية تيزي وزو بين 1% وبين 5%. وبحسب دراسة تعود لعام 2015 ونُشرت من قِبل معهد جامعة بايلور لدراسات الدين فإنَّ عدد المسلمين المتحولين للديانة المسيحية والمسيحيين من خلفية إسلامية في الجزائر بين السنوات 1960 وعام 2015 يُقدر بحوالي 380,000 شخص.

### الوضع القانوني والاجتماعي
يُسمح للمجموعات التبشيرية بالقيام بأنشطة إنسانية دون تدخل الحكومة طالما أنها سرية ولا تبشّر علانيَّة. إذا فعلت ذلك، فإنه أحياناً ما يتم القبض على المبشرين وأحيانًا أخرى يتم تركهم. العديد من «الكنائس المنزليَّة» التي يتعبد فيها المسيحيين على اتصال بالحكومة. أشارت تقارير فرنسيَّة إلى حالات من التقييد للنشاط الديني للمسيحيين ذوي الأصول الجزائريَّة والأوروبيين الأجانب القاطنين في الجزائر، ومضايقة عمل الكنائس المسيحية الموجودة في الجزائر فضلاً عن إغلاق بعضها كما تؤكد تقارير فرنسية منشورة في فرنسا وعلى مستوى وسائل التواصل الاجتماعي.
أشار تقرير للقناة الفرنسية فرانس 24 إلى تصاعد ظاهرة التعميد الجزائر ونشاط الكنيسة الانجيلية المتصاعد في كل أنحاء العالم وبخاصة الجزائر. وقال القس الجزائري مصطفى كريم: «هناك عدد هائل من المسلمين الجزائريين الذين اعتنقوا المسيحية. خمسين مسجداً في تيزي وزو، عشرون في بجاية افرغوا من المسلمين بسبب ذلك». وظاهرة اعتناق المسيحية في الجزائر بلغت حدًا كبيرًا، مما دفع بالدولة إلى إصدار قانونا صارم حول الديانات غير المسلمة يمنع الحملات التبشيرية، والنتيجة؛ اقفال 13 معبدا بانتظار حصولها على اذن رسمي. لكن معتنقو المسيحية تحدوا قرار الدولة واجتمعوا ليقيموا احتفالاتهم الدينية باللغة الفرنسية والأمازيغية. ووفقاً للقس طارق سبب اقامة الاحتفال الديني حتى ولو اعتبر خارج عن القانون: «نُمارس ديانتنا منذ 1996 ولم نقل للعائلات أو المسنين أو الشباب ان كل شيء انتهى وانهم عاجزين عن التعبير عن ايمانهم، هذا صعب، لذلك؛ نحاول التخفيف من اهمية الوضع». ويقول القس الجزائري مصطفى كريم: «نحن نحترم الدولة، فالإنجيل يملي علينا ان نخضع للسلطات ولذلك نطلب دائما المساعدة وان تسهل الدولة مهمتنا لكي نصبح في وضع قانوني. لا نريد ان نمارس طقوسنا سرًا، الناس يعرفوننا والشرطة تتعقبنا؛ لديها أسماؤنا وارقام هواتفنا.. لماذا يلاحقوننا إذا؟» ويقول التقرير أيضاً «أنَّ هناك اوقات عصيبة تهدد الانجيليين الجزائريين، يذكرون الجميع انهم لا يهددون المسلمين ولكن بالنسبة للمتشددين. من ينكر الإسلام محكوم بالإعدام».

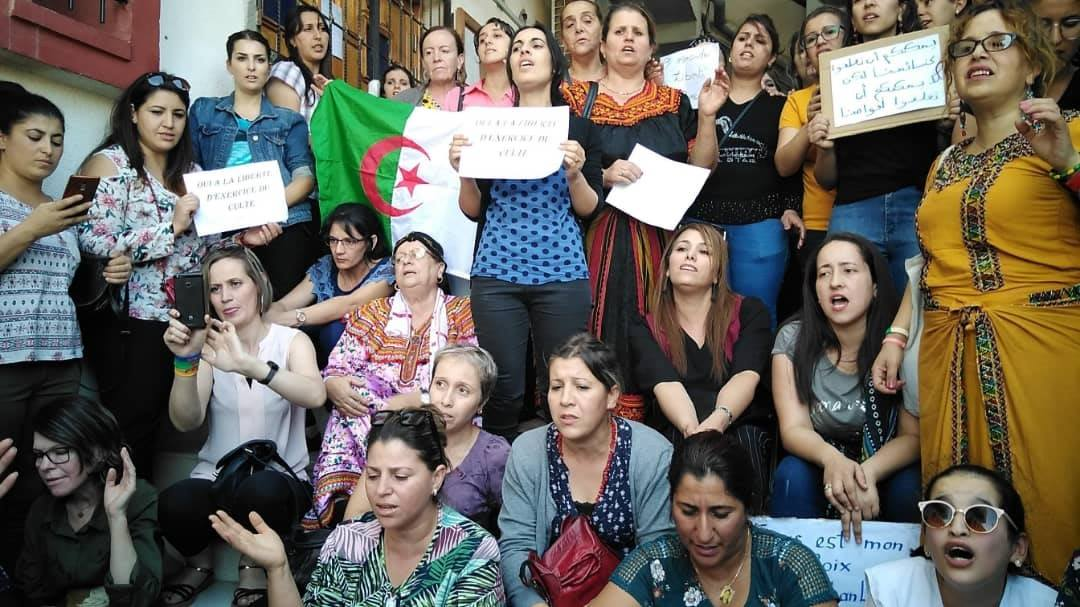
مسيحيات أمازيغيات من منطقة القبائل يتظاهرن بسبب إغلاق الكنائس غير المسجلة في ولاية تيزي وزو.
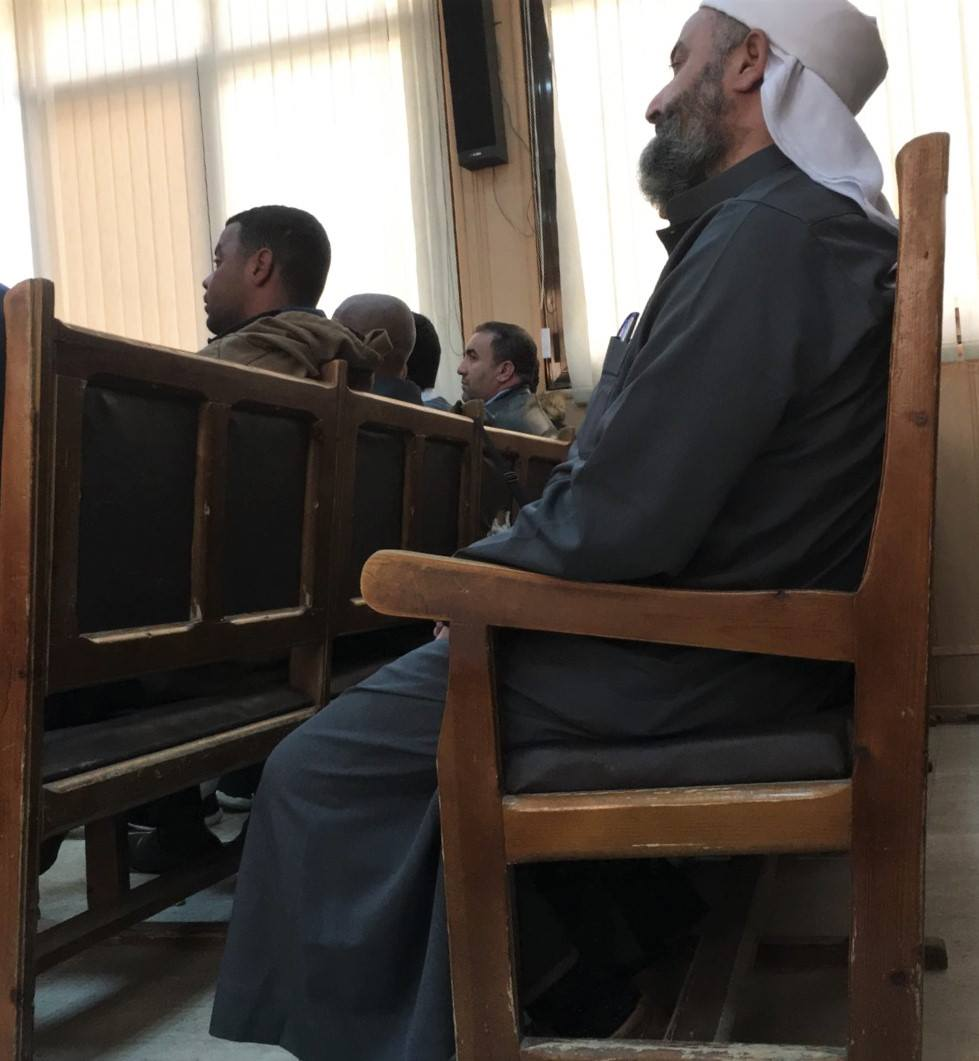
مسيحيون من القبايل الأمازيغ يؤدون الصلوات في كنيسة إنجيلية محليَّة.
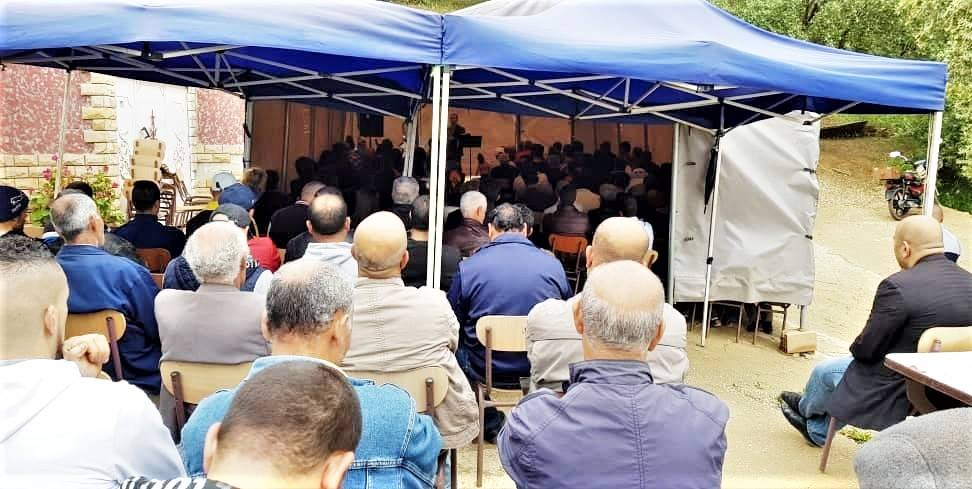
مسيحيون من القبايل الأمازيغ يؤدون الصلوات في كنيسة إنجيلية محليَّة.
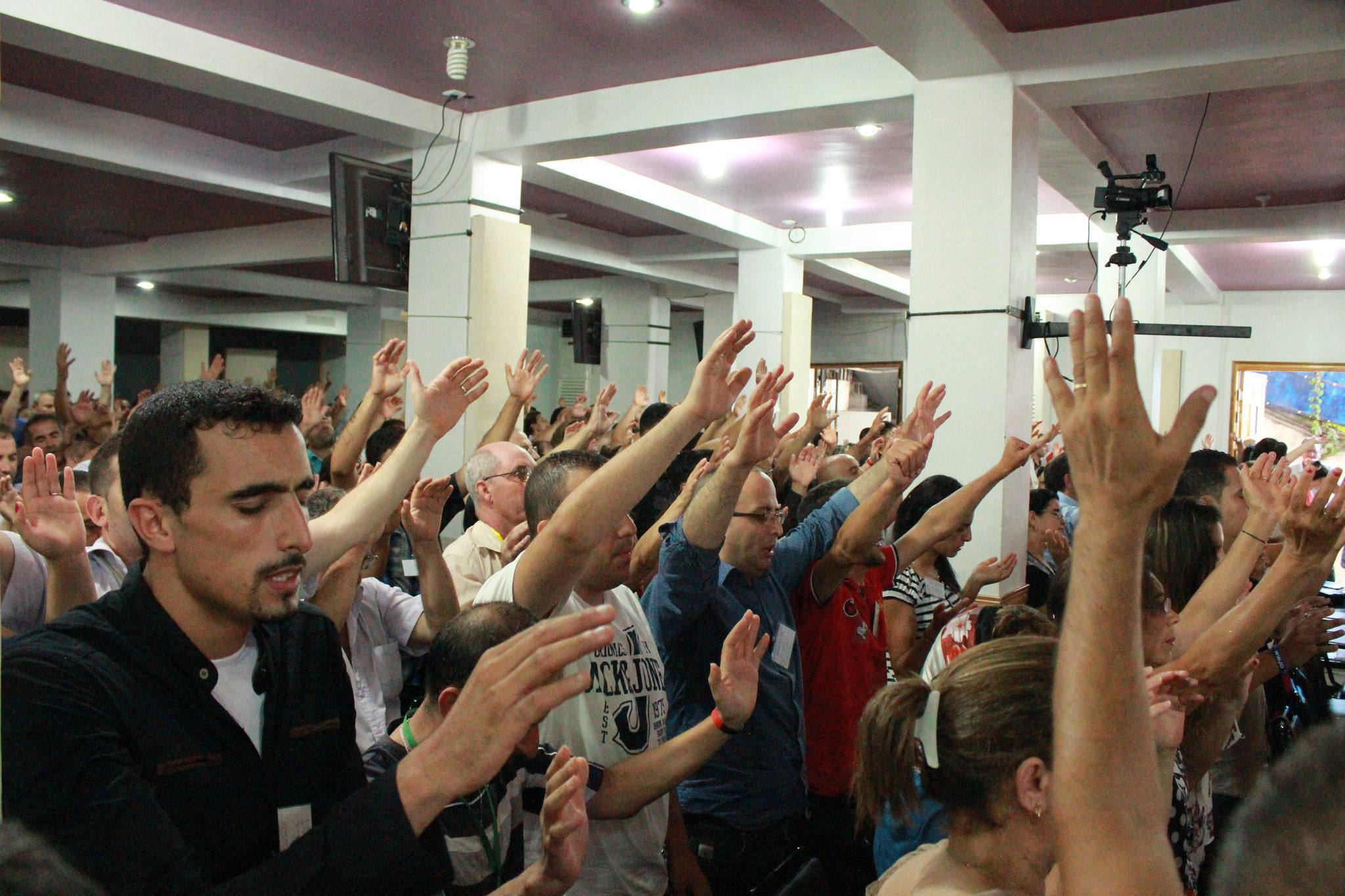
مسيحيون من القبايل الأمازيغ يؤدون الصلوات في كنيسة إنجيلية محليَّة.

## أعلام مسيحيي الجزائر
قائمة تظهر بعض من مشاهير مسيحيي الجزائر ممن استطاعوا الوصول إلى مراكز هامة، على مختلف الأصعدة، سواءً داخل الجزائر أو في بلدان الاغتراب.
- غاليليوس الأول: بابا الكنيسة الرومانية الكاثوليكية من سنة 492 - 496؛ وهو من أصول أمازيغية.
- أوغسطينوس: كاتب وفيلسوف ويعد أحد أهم الشخصيات المؤثرة في المسيحية الغربية. تعتبره الكنيستان الكاثوليكية والأنجليكانية قديساً وأحد آباء الكنيسة البارزين وشفيع المسلك الرهباني الأوغسطيني.
- ماريوس فيكتورينوس: نحوي روماني وأستاذ في البلاغة وفيلسوف أفلاطوني.
- مونيكا: قديسة مسيحية.
- أو لحلو: مغني قبائلي جزائري ومتحصل على شهادة في علم النفس عن جامعة قسنطينة.
- هنري تيسي: راعي الكنيسة الكاثوليكية الجزائرية سابقاً.
- القس مصطفى كريم: ولد في فرنسا لأسرة جزائرية تحولت من الإسلام إلى الديانة المسيحية. وهو رئيس جمعية البروتستانت في الجزائر ينحدر من ولاية تيزي وزو أثار الكثير من الجدل بتصريحاته.[118]
- بلعيد عبريكا: ناشط سياسي بربري جزائري.
- بنجامين ستامبولي: لاعب خط وسط فرنسي ويلعب في نادي باريس سان جيرمان في الدوري الفرنسي منذ يوليو 2015 قادما من نادي توتنهام هوتسبير الإنجليزي.
- جون عمروش: كاتب وروائي وشاعر أمازيغي جزائري يكتب باللغة الفرنسية اسمه الحقيقي الموهوب عمروش، ولد لأسرة قبايلية أمازيغية تحولت للمسيحية.[119]
- طاووس عمروش: أديبة وشاعرة جزائرية تكتب باللغة الفرنسية.
- فاطمة آيت منصور عمروش: كاتبة وشاعرة جزائرية من أصل قبائلي. تحولت من الإسلام إلى الديانة المسيحية على المذهب الكاثوليكي، ونالت اسم مارغيت من بعد تعميدها.[120]
- كارل مجاني: لاعب كرة قدم جزائري.[55]
- مدحي لحسن: لاعب كرة قدم جزائري.[121]
- كريم أوشيخ: سياسي فرنسي من أصول جزائرية قبائليَّة، تحوّل من الإسلام إلى المسيحية الكاثوليكيَّة.[122]
- آلان ميمون: عداء مراثوني فرنسي من أصول جزائرية، تحول من الإسلام إلى الكاثوليكية في عام 1955.[123]

- شيرين بوتلة: ممثلة جزائرية.

## معرض الصور

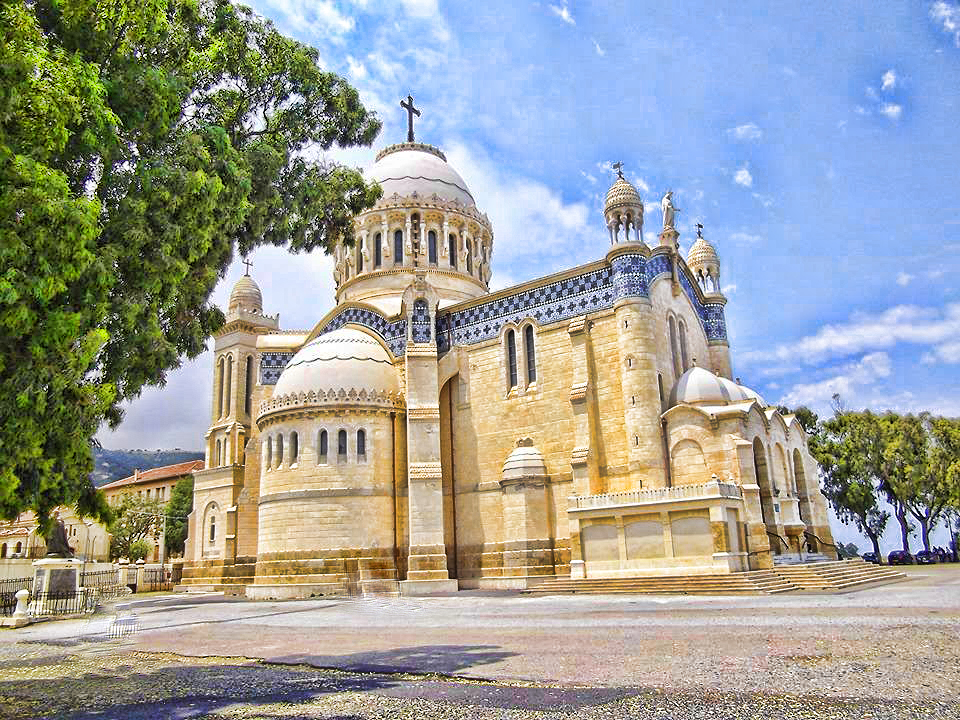
السيدة الإفريقية في مدينة الجزائر
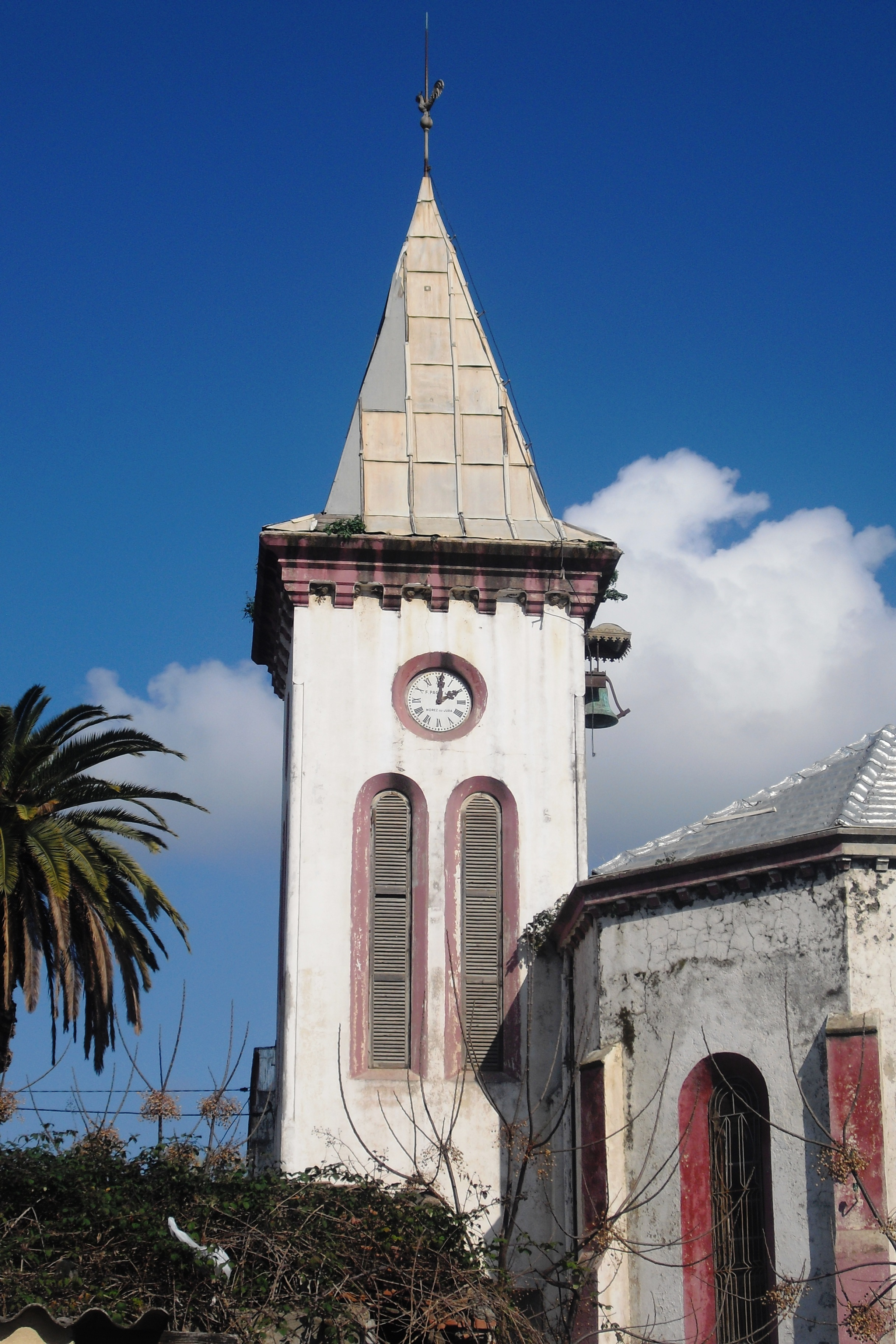
جرسية الكنيسة الكاثوليكية في الطاهير
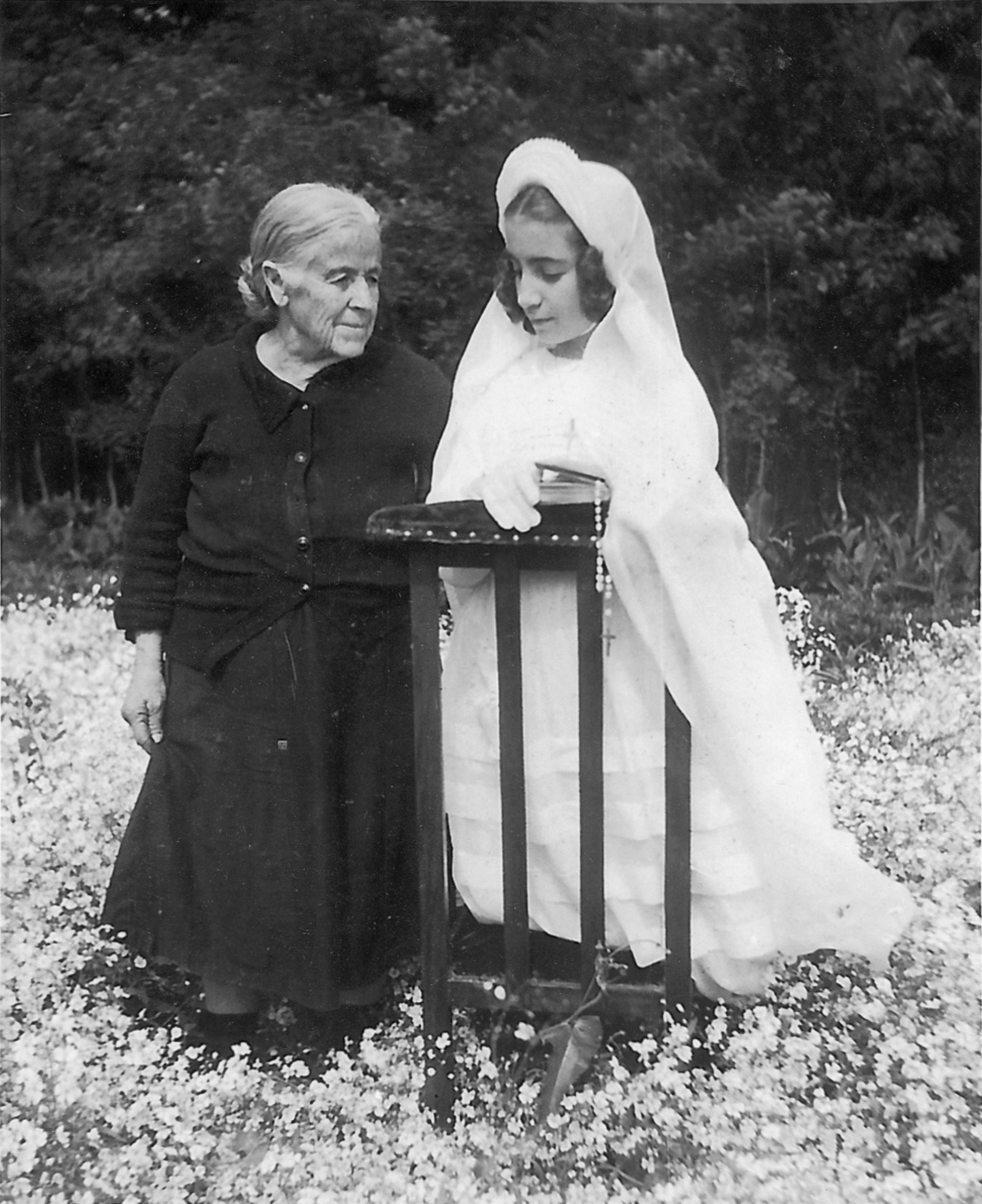
صبية كاثوليكية وجدتها خلال طقس أول قربانة في مدينة سيدي بلعباس
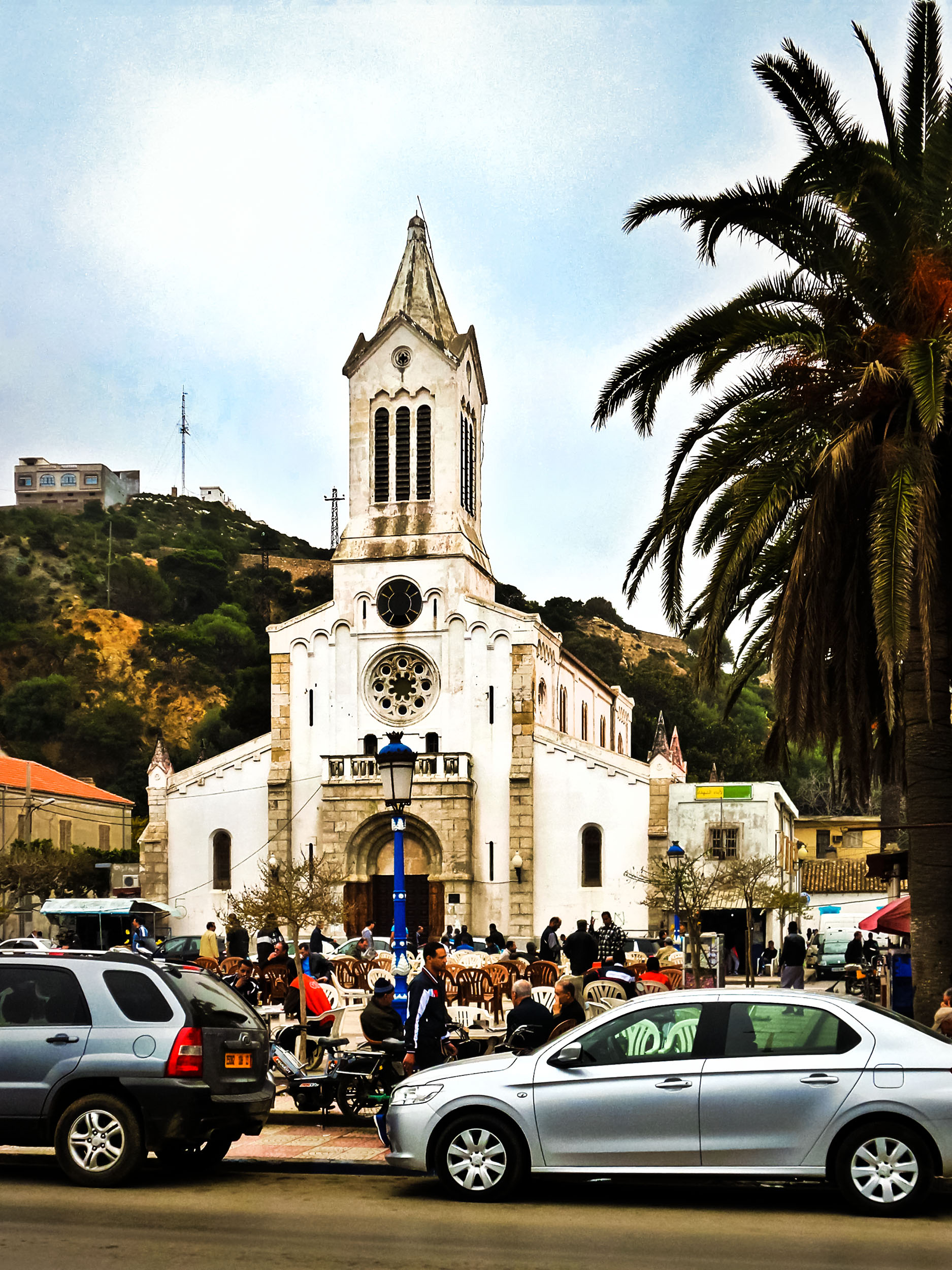
كنيسة كاثوليكية في مدينة الغزوات
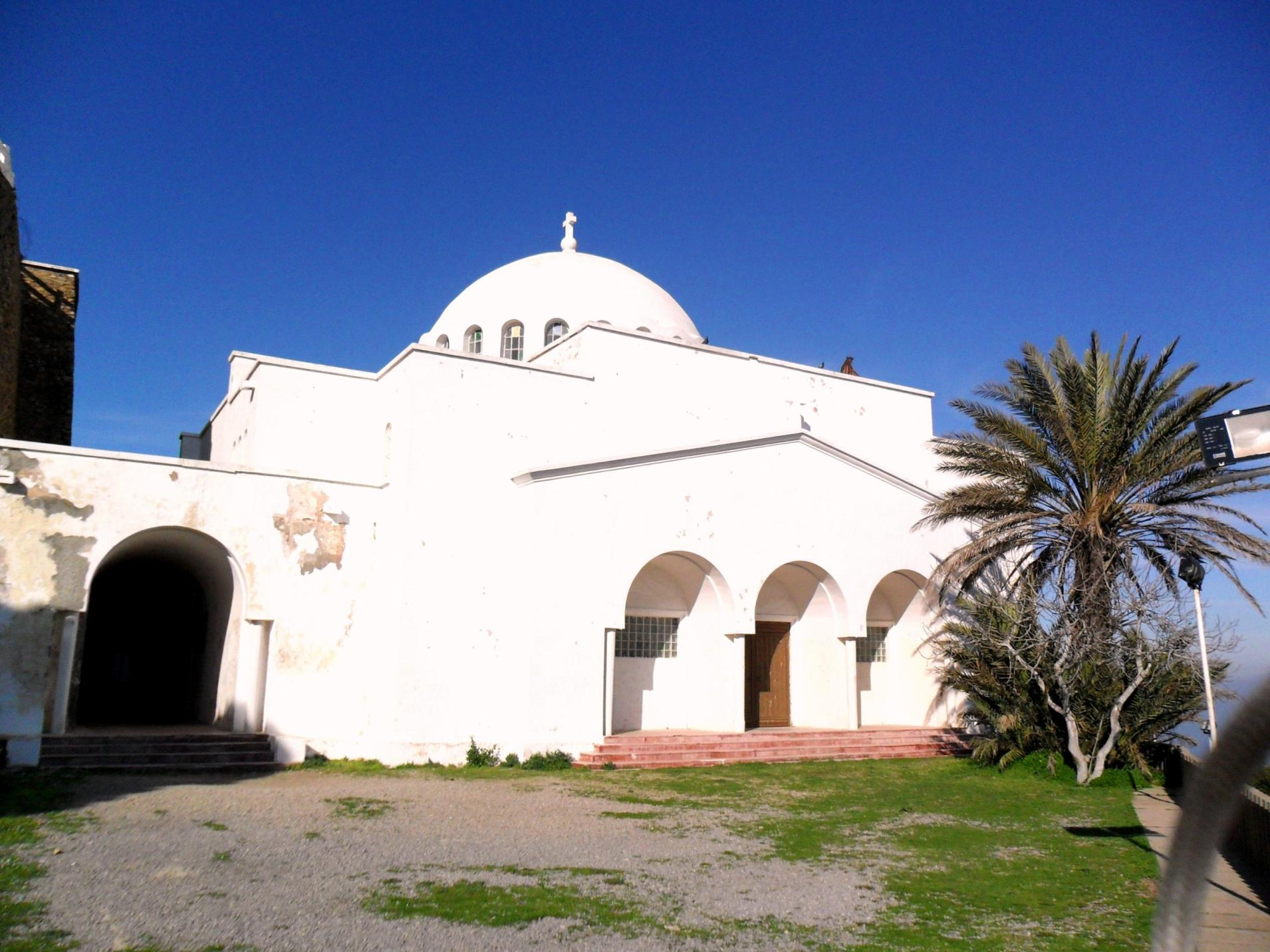
كنيسة سانتا كروز في وهران
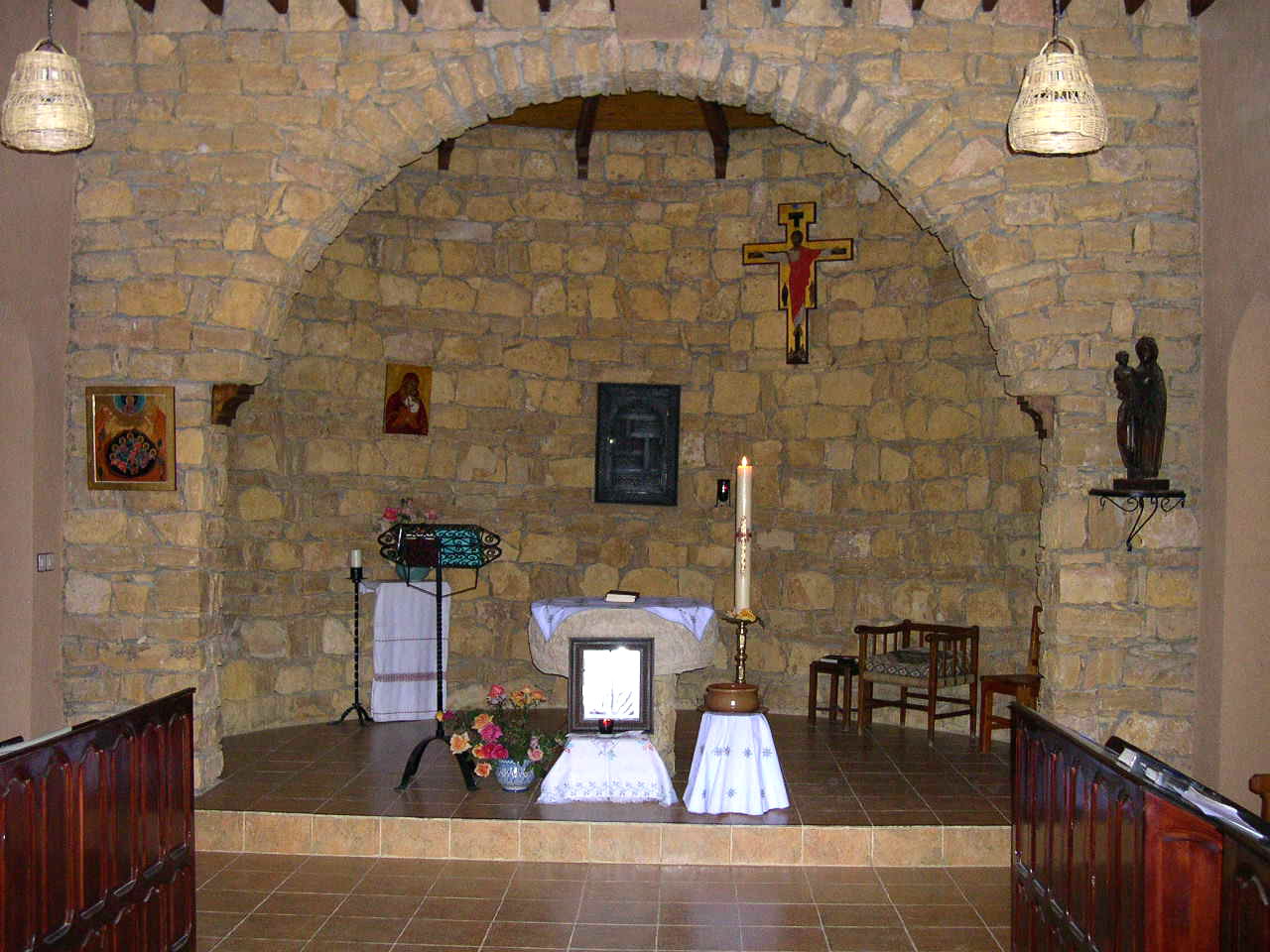
دير سيدة الأطلس في ضواحي المدية
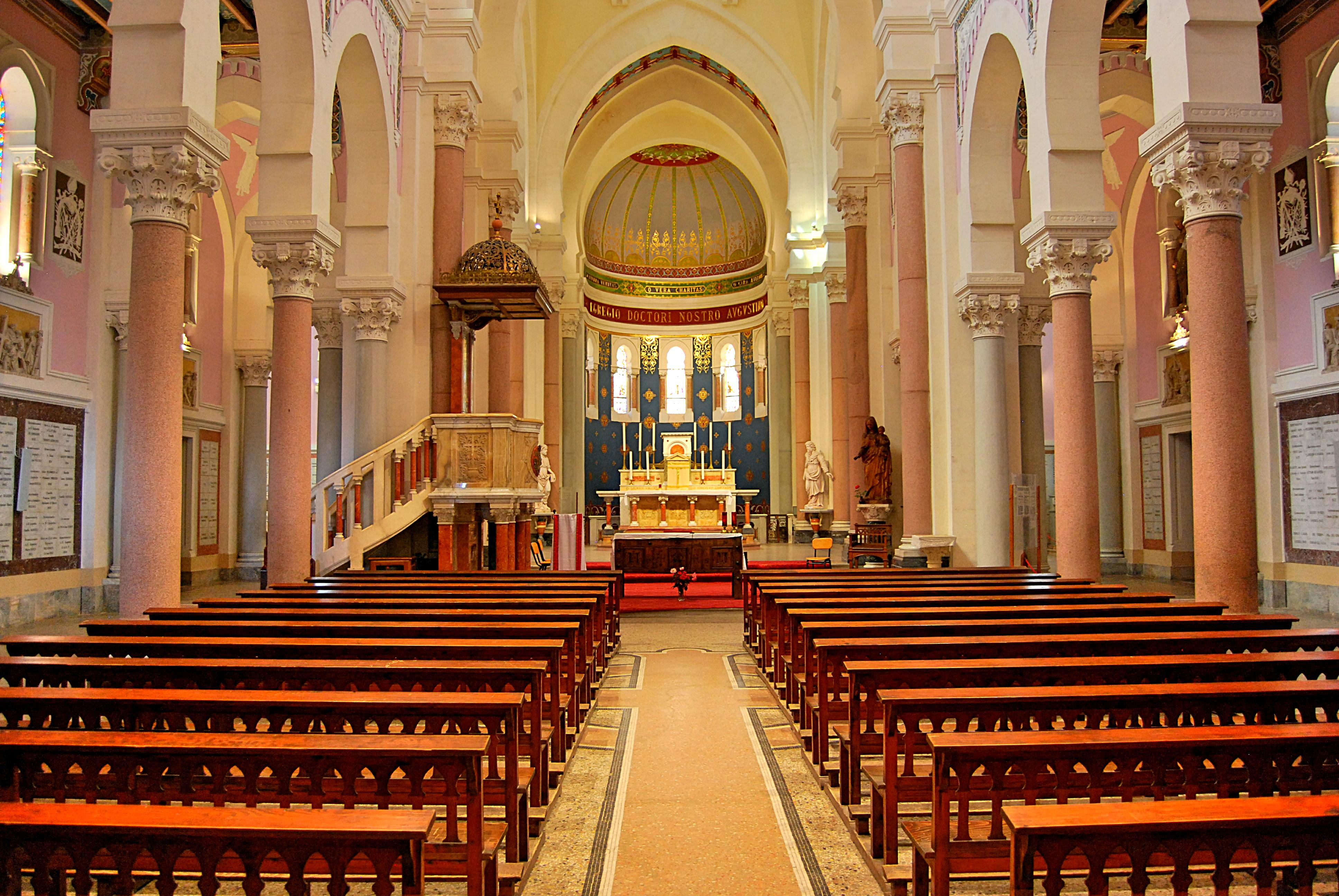
داخل بازيليكا القديس أوغسطينوس في مدينة عنابة
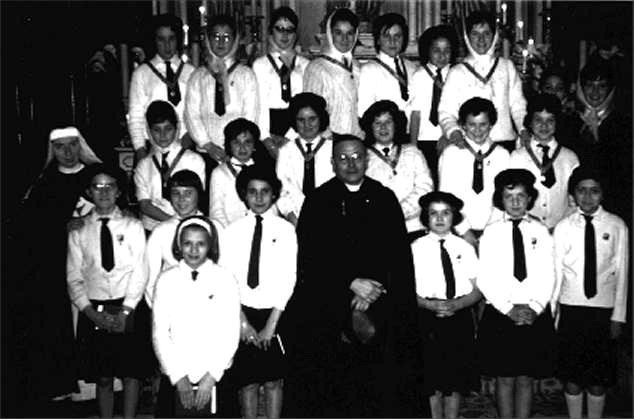
فتيات كاثوليكيات من مدينة معسكر في الجزائر سنة 1961
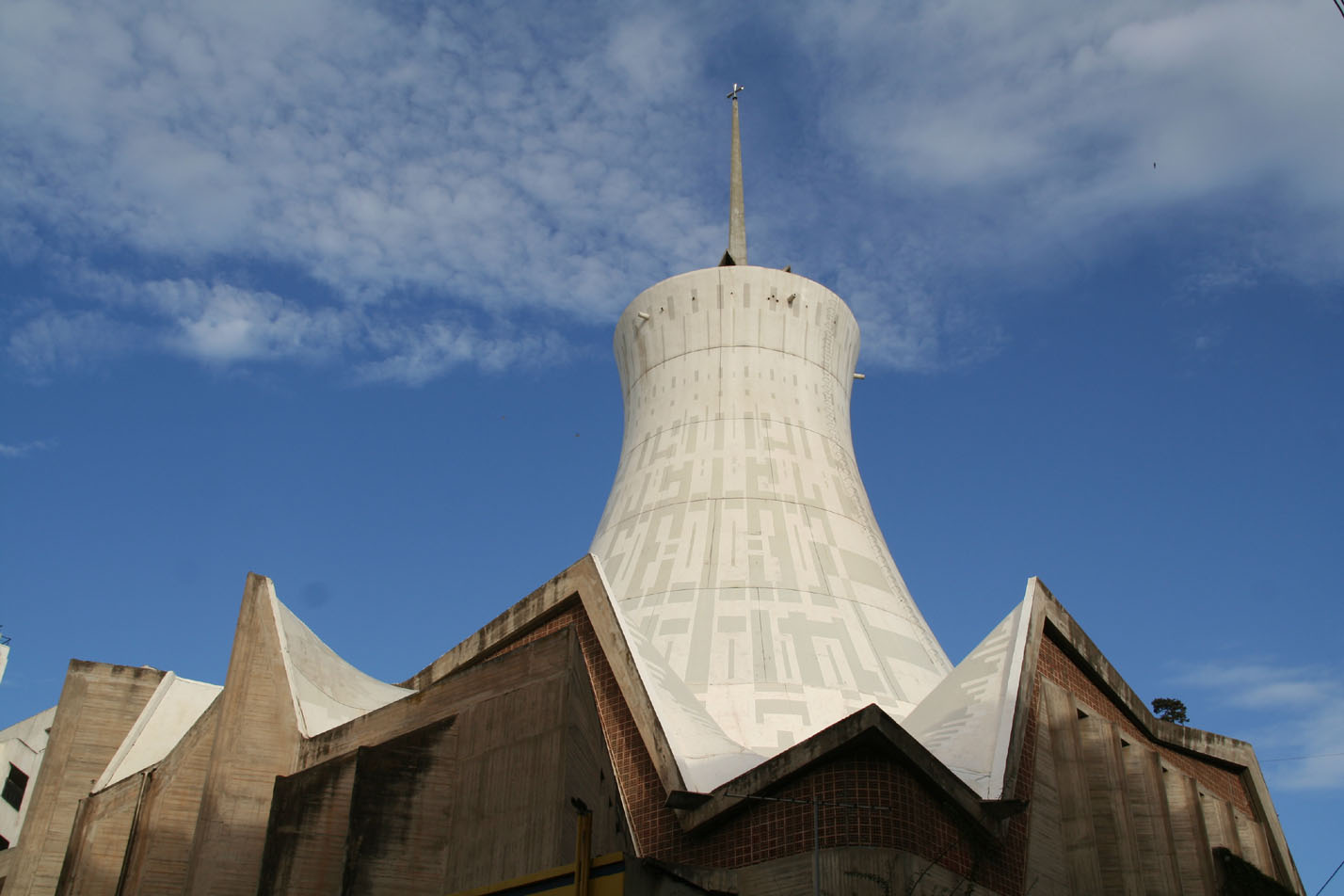
كاتدرائية القلب الأقدس في مدينة الجزائر
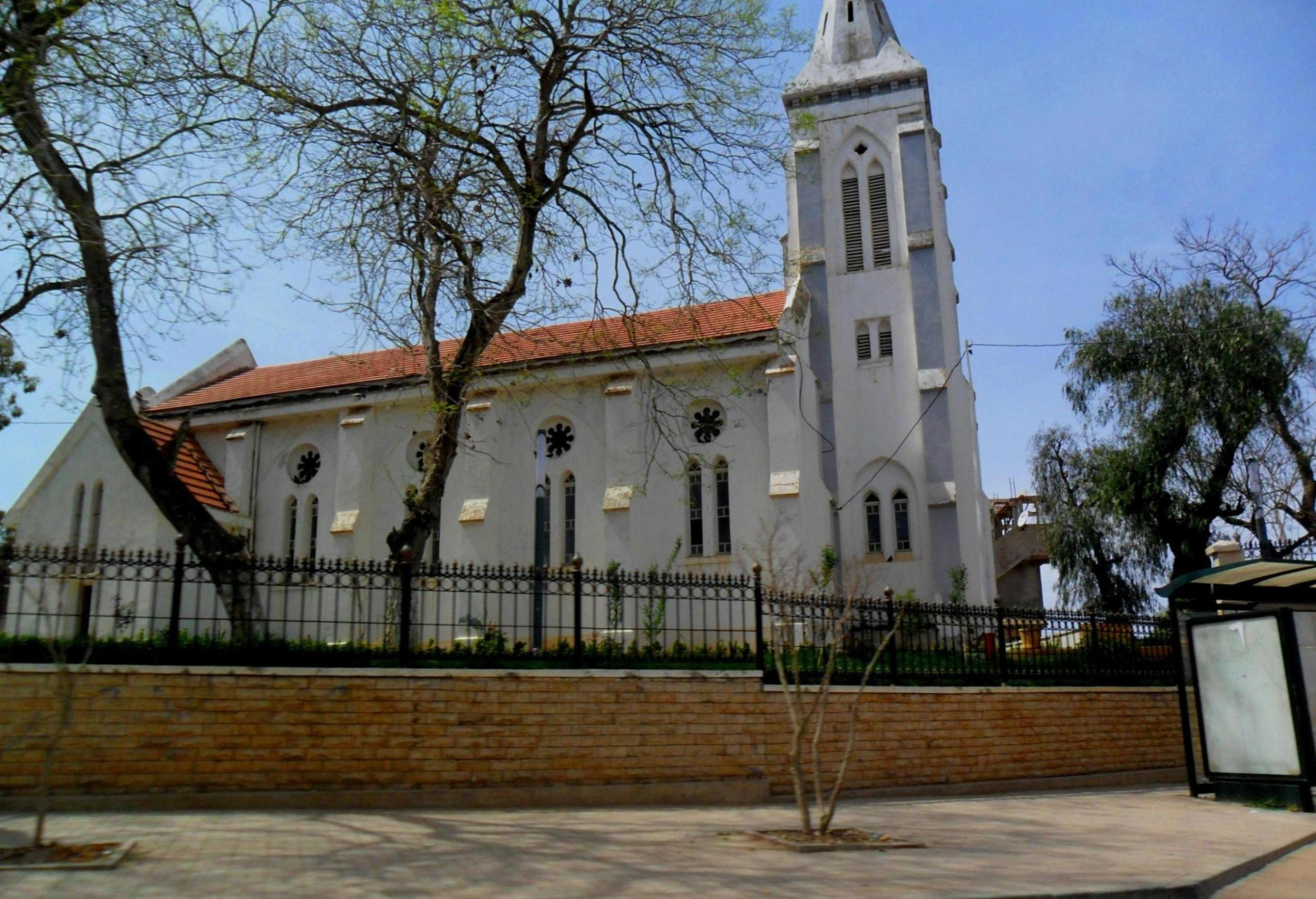
كنيسة في المعالمة
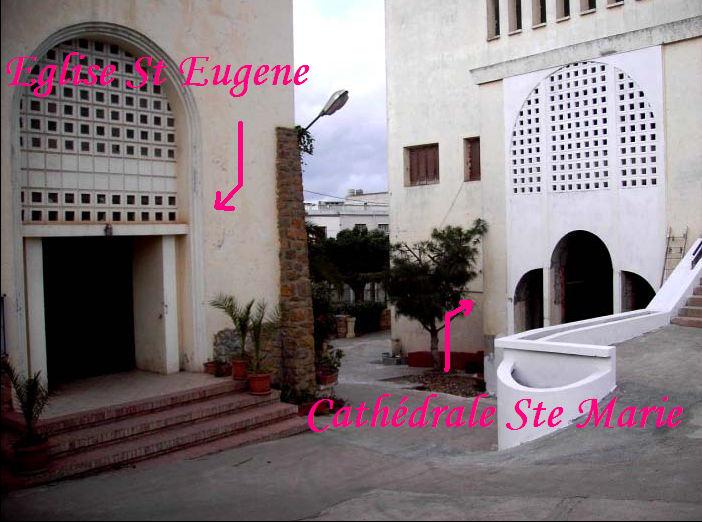
كاتدرائية القديسة مريم في وهران
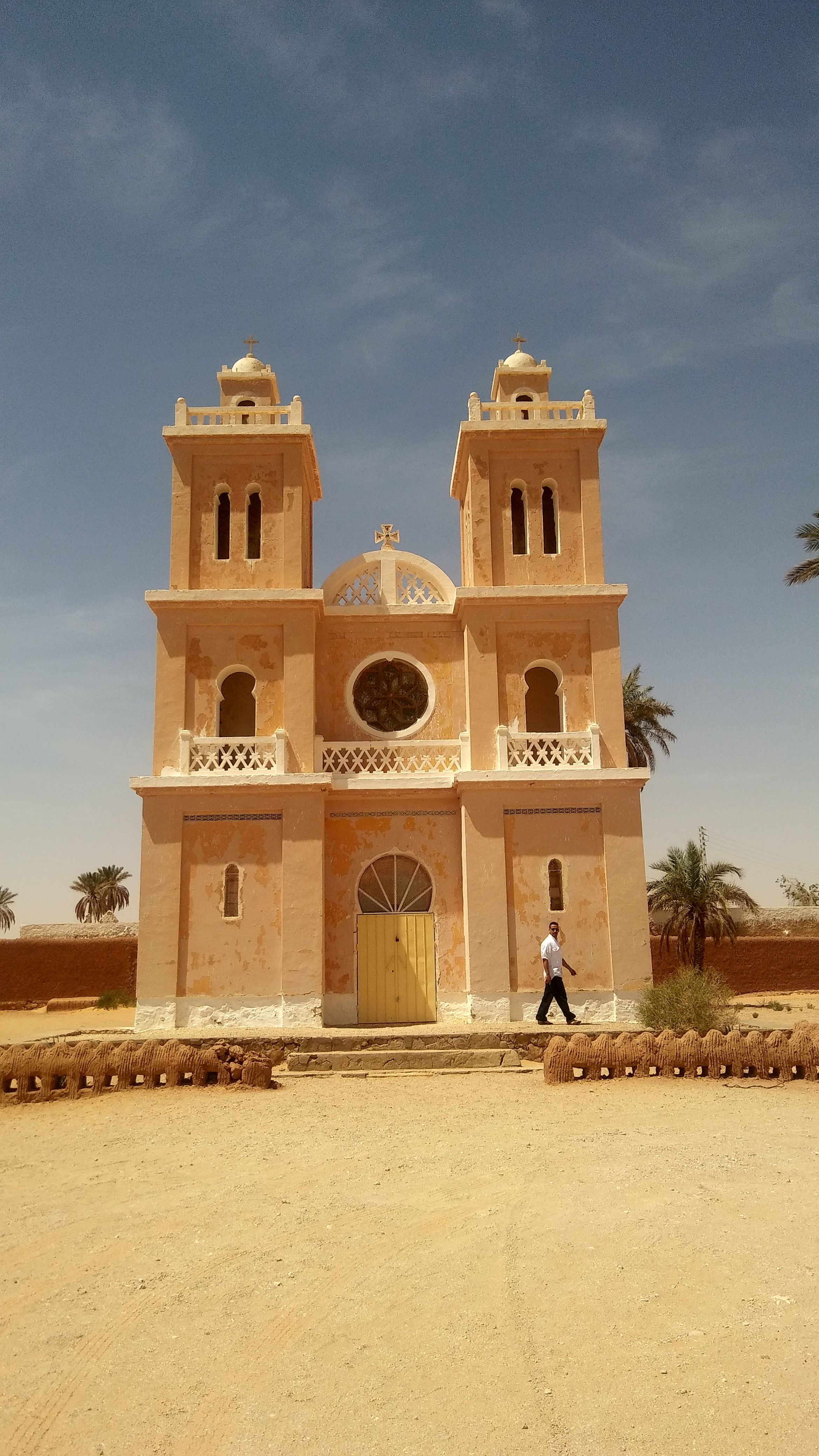
كنيسة الأب فوكو في المنيعة
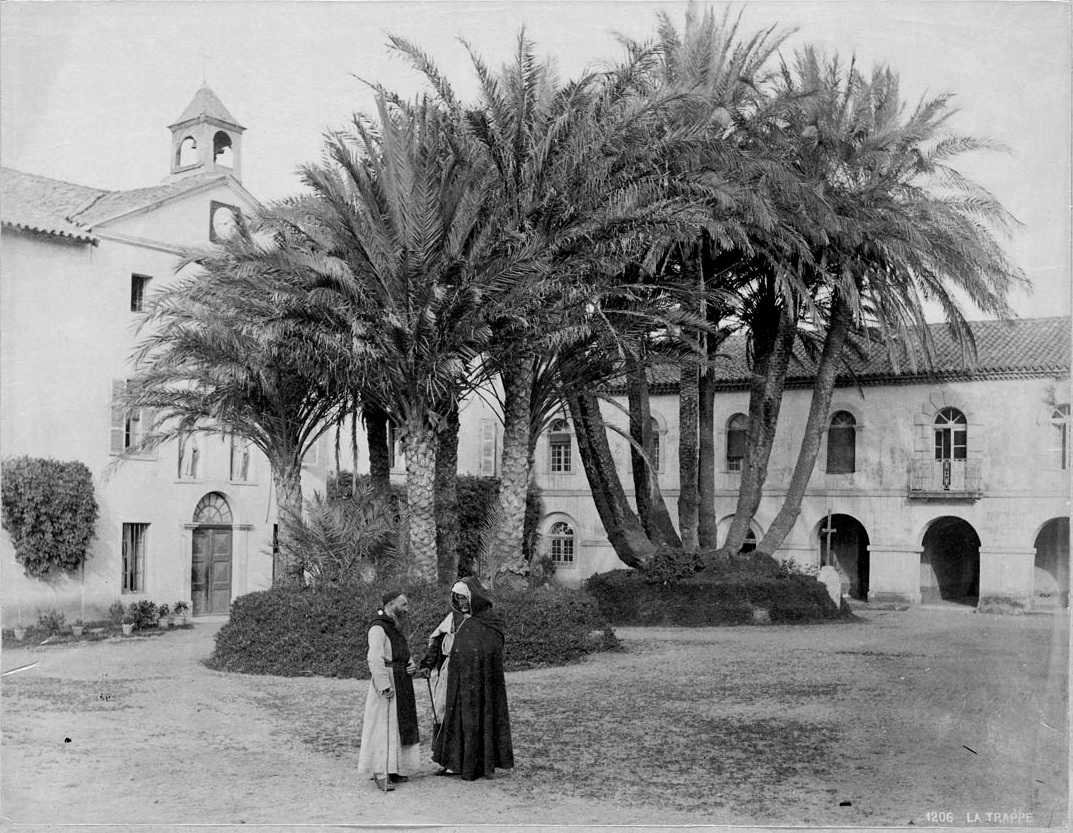
دير سيدة سطاوالي
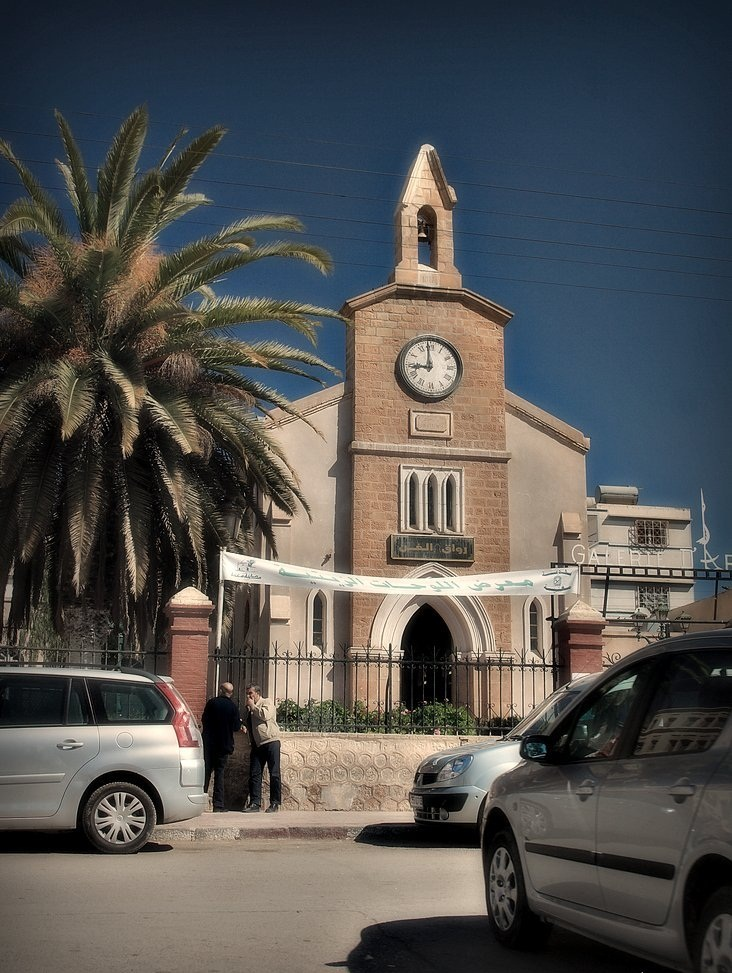
كنيسة كاثوليكية في مغنية
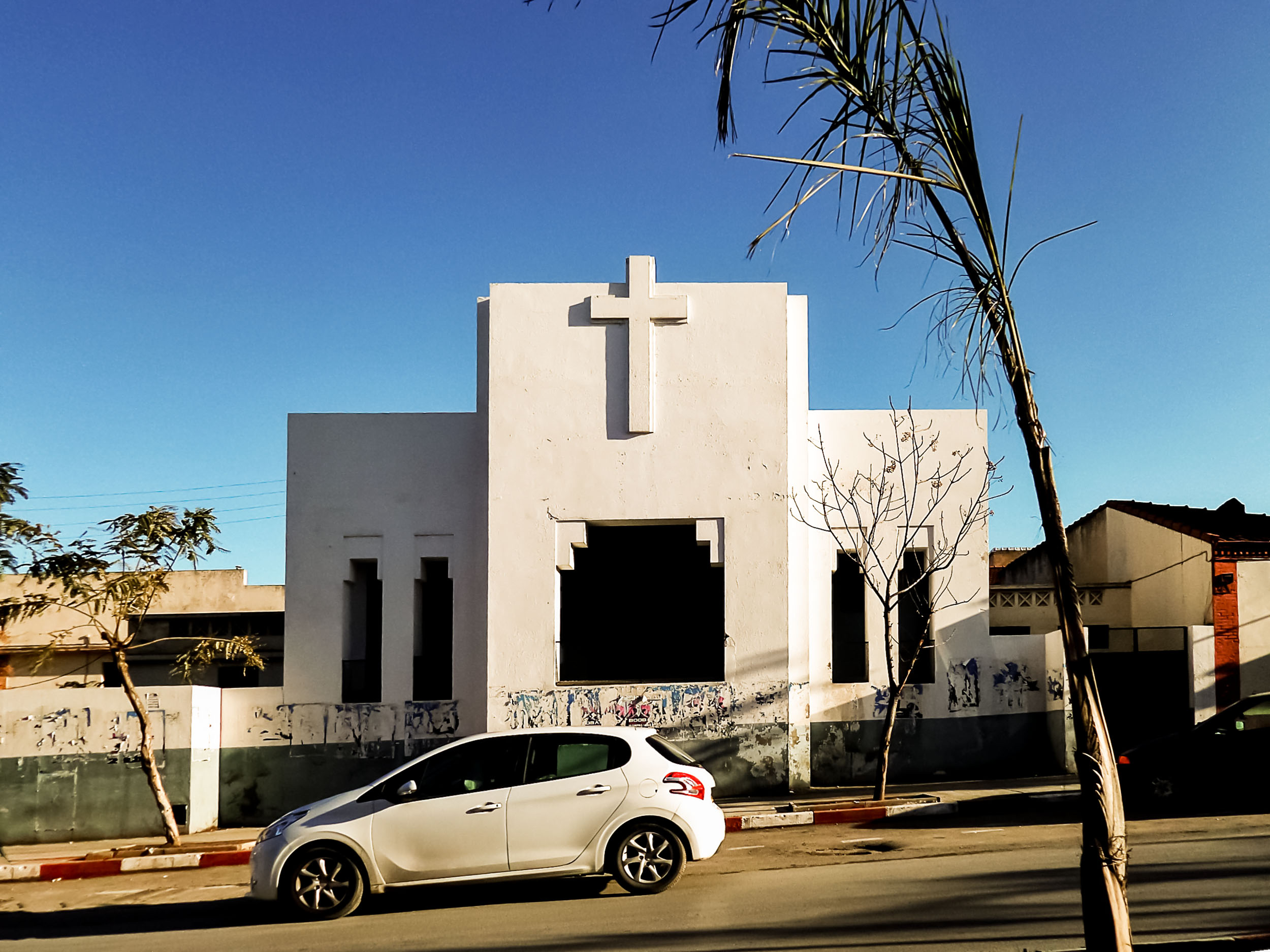
كنيسة في مدينة البليدة
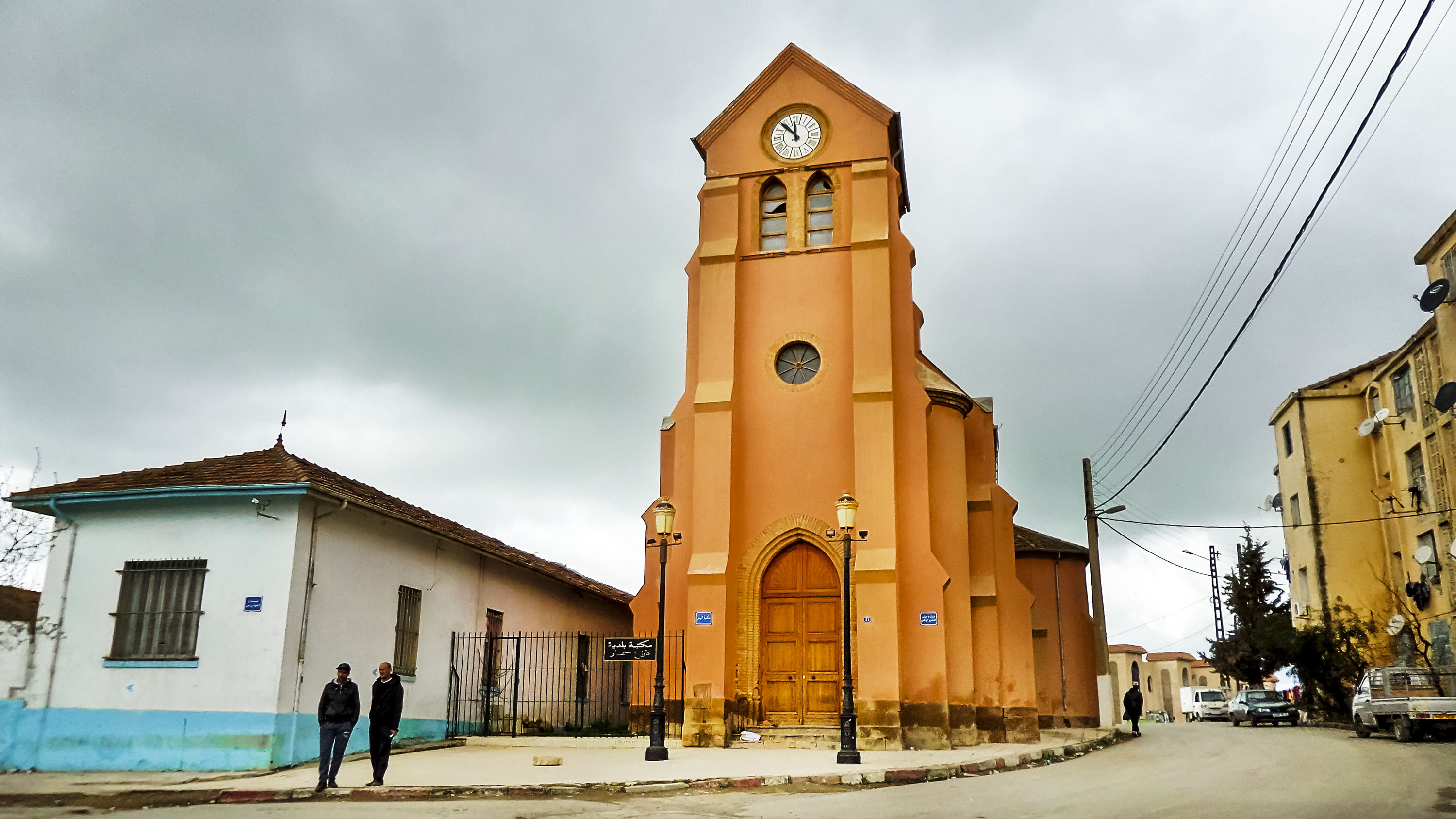
كنيسة سابقة في ذراع السمار
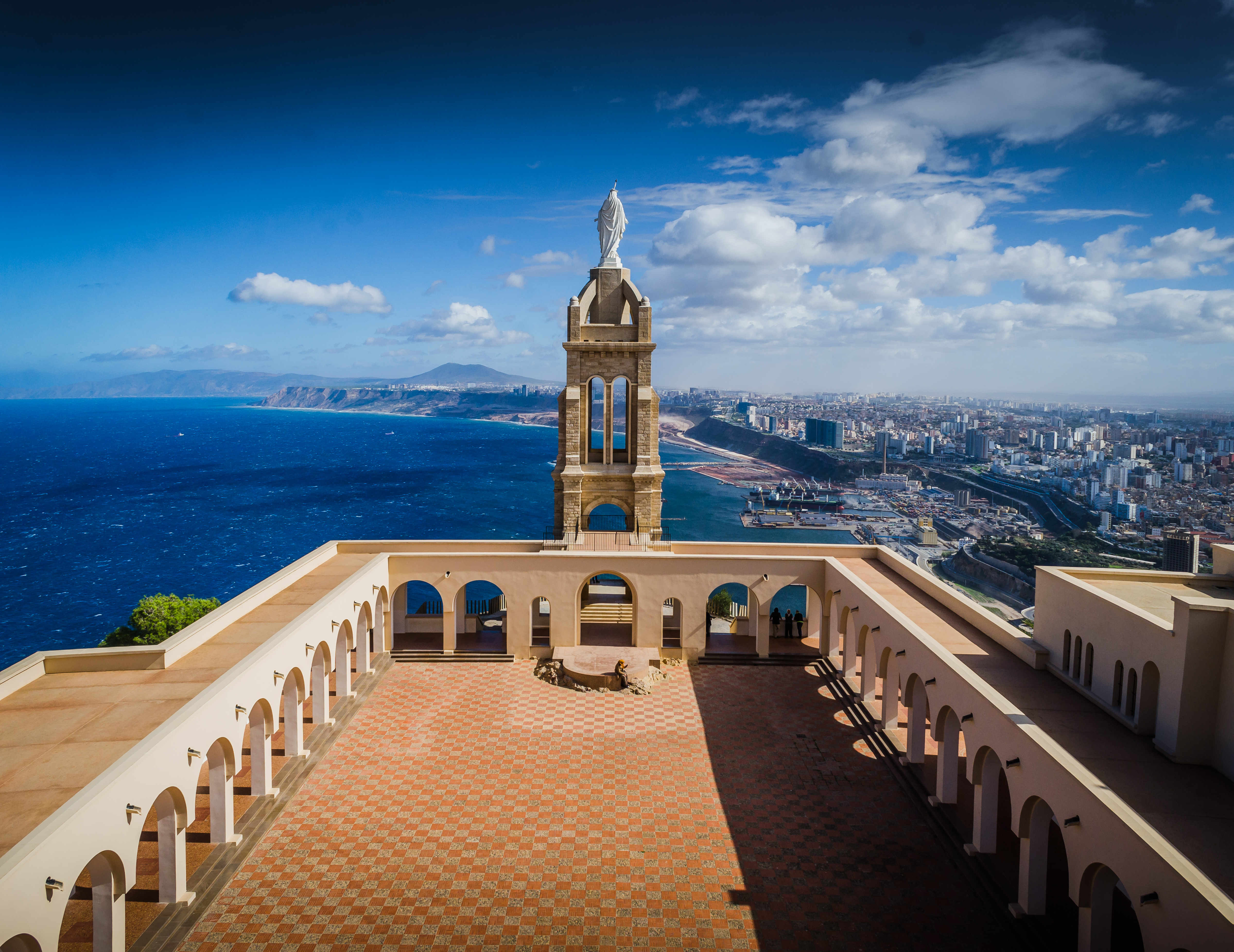
تمثال مريم العذراء يطل على مدينة وهران
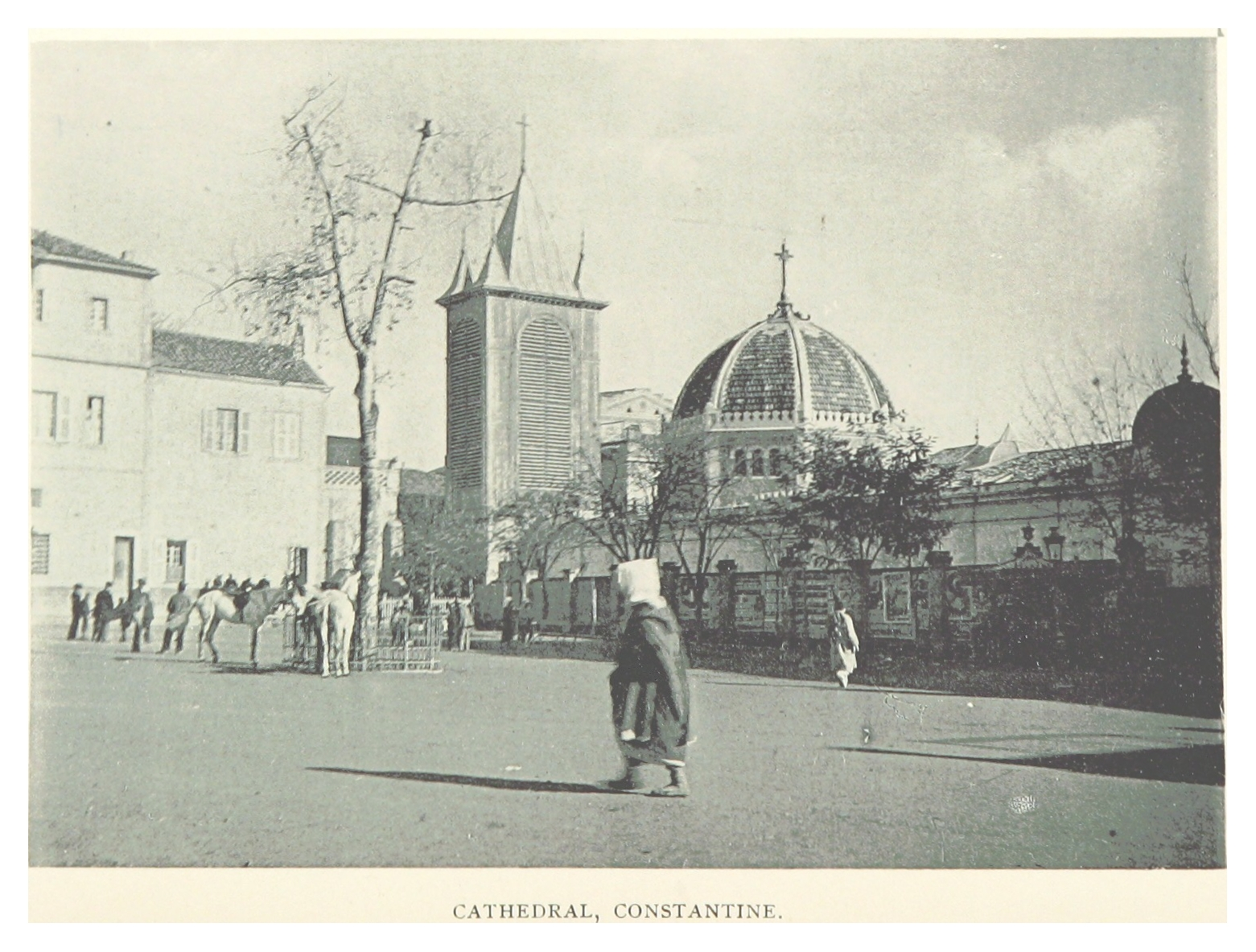
كاتدرائية سيدة الأحزان الكاثوليكية قسنطينة
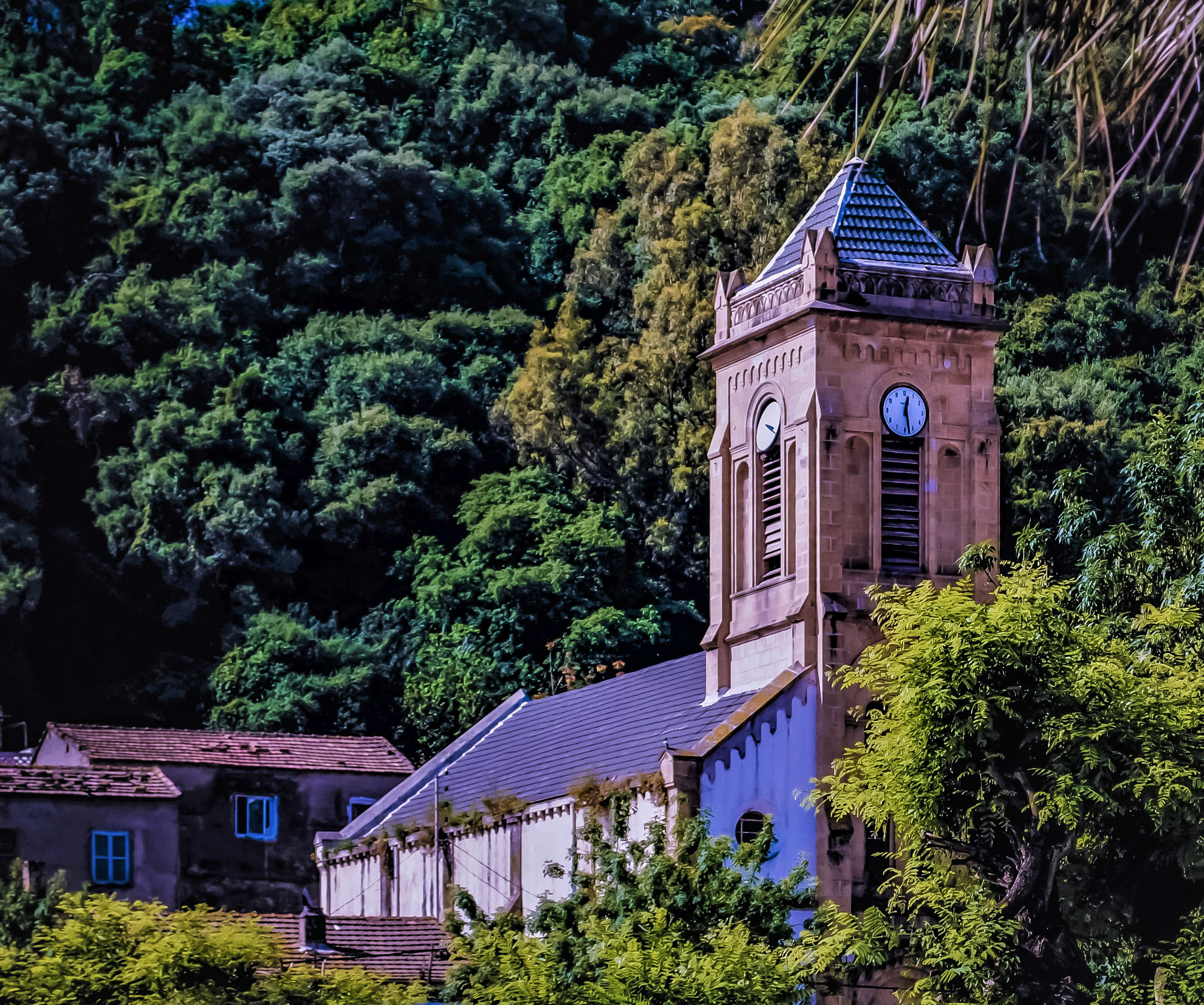
آثار كنيسة كاثوليكية في القل
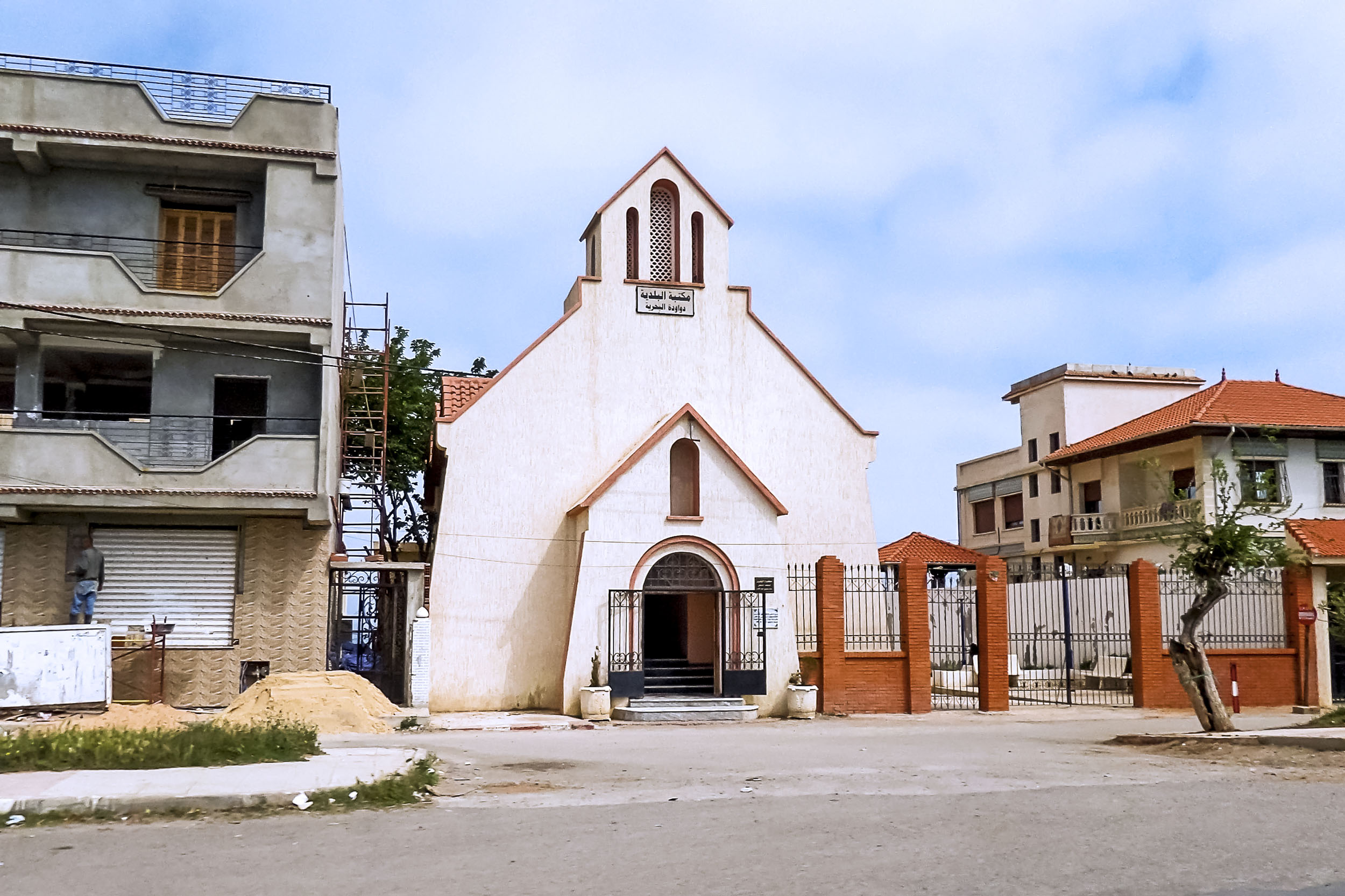
كنيسة سابقة في بلدية دواودة

## مواقع خارجية
- فرانس 24: المسيحيَّة في الجزائر